# Racismo no Quebec
Racismo no Quebec refere-se às atitudes, julgamentos e ações discriminatórias baseadas em raça, etnia ou nacionalidade que ocorreram e continuam a se manifestar na província de Quebec, Canadá. Ao longo da história, a interação entre as comunidades de língua inglesa, de língua francesa e os povos indígenas, bem como a imigração de diversos grupos étnicos, levou à formação de tensões e conflitos raciais em diferentes momentos.
O racismo é um problema universal e não escapa da realidade do Quebec. Muitas vezes, esse assunto no Quebec foi minimizado como incidentes isolados, embora sejam lamentáveis e mereçam reflexão profunda. É essencial discutir o racismo no Quebec sem recorrer à negação, autocomplacência ou simplificações excessivas, evitando generalizações e autoflagelação.
A empresa Léger realiza regularmente pesquisas para medir como as pessoas se percebem em termos de racismo. Em 2020, 20% dos quebequenses se consideraram racistas. Embora esta porcentagem seja maior que o resto do Canadá (16%), é menor que na França (35%) e nos E.U.A. (50%). No entanto, esses números podem não refletir toda a realidade, pois o racismo vai além da auto-percepção e pode se manifestar inconscientemente. Além disso, "raça" também está entrelaçada com religião e etnia. 54% dos entrevistados no Quebec expressaram desconforto em relação a uma mulher usando véu, em comparação com 40% no resto do Canadá.
Conservadorismo no Quebec se assemelha ao da França, focado na defesa do secularismo e da língua francesa. Existe também uma forte oposição ao "wokeness", um conceito visto como contrário aos valores do Quebec. A defesa do secularismo, especialmente contra o Islã, e um crescente discurso anti-imigração destacam a influência cultural francesa na política quebequense.

## História

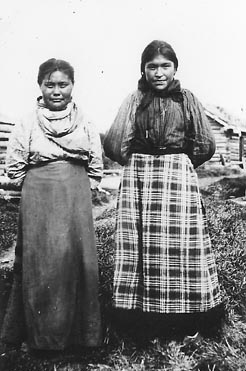
Meninas escravizadas, Rio Mackenzie, Territórios do Noroeste.

No Quebec, como em outros lugares, o racismo ultrapassou as teorias e se manifestou em situações concretas, como no ambiente de trabalho, habitação e intervenções policiais. Durante o século XIX e partes do século XX, o racismo foi abertamente organizado em teorias e ideologias. Embora ainda haja vozes racistas em grupos extremistas e círculos científicos hoje, a maioria das formas de racismo é mais sutil e frequentemente negada. A maioria das pessoas já não admite abertamente ser racista.
No contexto histórico canadense, a identidade dos Métis foi interpretada de várias maneiras em relação à identidade quebequense. Em certos momentos, houve uma tendência de ligar a história dos Métis com a identidade quebequense, apresentando os Métis dentro do contexto da experiência quebequense.
Louis Riel, uma figura central na história dos Métis, muitas vezes foi retratado em contextos que destacam as tensões entre o Canadá de língua inglesa e a comunidade francófona, em vez de se concentrar exclusivamente na experiência e cultura Métis.
O recuo identitário dos quebequenses de língua francesa pode ser visto como a base para um certo etnocentrismo. Visando manter a homogeneidade do grupo, isso significa que os recém-chegados enfrentam uma escolha binária: assimilar-se ou ser excluído. Durante muito tempo, a imigração no Quebec foi percebida como uma estratégia demográfica pelo grupo anglo-saxão dominante para enfatizar o status minoritário dos falantes de francês. No entanto, o Quebec moderno é conhecido por suas políticas que limitam a influência de ideologias racistas na vida política, evitando que elas se consolidem em partidos políticos. As expressões de intolerância e rejeição, embora não insignificantes, permanecem dispersas. Baseado na estrutura proposta por M. Wieviorka, o racismo no Quebec pode ser classificado como "racismo disperso". Isso pode se manifestar como "infraracismo", que é menos estruturado e pode surgir na forma de preconceitos em vez de atitudes genuinamente racistas, ou pode ser mais definido e evidente na vida social ou no espaço público.
Embora Quebec tenha tido uma história de grupos racistas, estes foram menos numerosos e menos organizados do que em outras partes do Canadá. Eles foram especialmente ativos durante a recessão econômica de 1980-1995, e a possível influência dos membros desses grupos dentro das formações políticas estabelecidas é preocupante.
Em 1960, houve mudanças na forma como a identidade franco-canadense era percebida, resultando no surgimento de uma identidade quebequense mais definida. Durante esse período de redefinição, algumas identidades, incluindo a dos falantes de inglês e dos povos indígenas, nem sempre foram destacadas nas discussões públicas.

### Período colonial

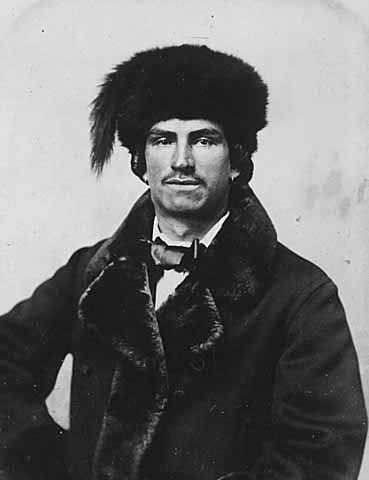
"Comerciante de peles de sangue misto (indígena e francês)" ca. 1870. Sociedade Histórica de Minnesota localização No. HD2.3 r7 Negativo No. 10222

Registros de escravidão existem em várias áreas que mais tarde se tornaram parte do Canadá, remontando ao século 17. A maioria dos escravos canadenses eram indígenas, e subsequentemente Lealistas trouxeram escravos dos Estados Unidos. Marie-Joseph Angélique, de origem madeirense, foi uma das escravas mais conhecidas da Nova França (atual Quebec). Alegadamente teria incendiado o sótão da casa da sua proprietária, eventualmente por vingança, por a tentarem afastar do amante, um trabalhador livre branco com quem havia tentado fugir. O incêndio que teria iniciado acabaria queimando parte de Montreal e grande parte do Hôtel-Dieu. Foi julgada, considerada culpada e executada em 1734, sendo a justiça desse julgamento alvo de controvérsias até hoje.
O Ato Indígena de 1876, que estabeleceu reservas para os indígenas em Quebec, tem sido debatido em termos de suas implicações coloniais. Este ato foi interpretado por alguns como uma maneira de perpetuar uma relação colonial com as Primeiras Nações no Canadá. Em Quebec, alguns argumentam que o estado canadense não reconheceu adequadamente seu direito à autodeterminação. Também houve menções de que as políticas de imigração federais podem ter elementos discriminatórios, embora essas afirmações sejam debatidas.
Para um número significativo de minorias racializadas em Quebec, existe uma real situação de marginalização socioeconômica e tensão. Por cerca de duas décadas, grupos comunitários estimaram rotineiramente a taxa de desemprego entre as minorias visíveis, dobrando os números oficiais para a população em geral. Suas estimativas provaram ser surpreendentemente precisas.
Enquanto a sociedade se choca com uma taxa de desemprego de 15% em certas categorias de jovens, é importante destacar que, para categorias equivalentes de jovens de minorias visíveis, a taxa excede 30%. Embora outros fatores possam influenciar essa figura, a marginalização resultante desta situação é exacerbada por sua visibilidade, criando um risco significativo de desvios e dando origem a correntes neo-racistas emergentes.
A tabela abaixo apresenta uma série de eventos e políticas significativos relacionados às relações interétnicas, racismo e imigração em Quebec e no Canadá, do ano de 1701 a 2009. Os eventos abordados incluem ações governamentais, crises sociais e decisões políticas que influenciaram a dinâmica multicultural do país.
| Ano(s)                          | Políticas Interétnicas, Racismo e Imigração em Quebec e Canadá |
| ------------------------------- | --- |
| 1701                            | França, juntamente com 39 tribos nativas, chega a um acordo pacífico em Montreal para pôr fim às hostilidades. |
| 1709                            | O ato de possuir escravos é aprovado em Nova França após uma diretiva do Intendente Raudot. Mesmo que o início do século 17 tenha visto a prática sob o Código Noir (implementado pela França em 1685), ela persistiu em Quebec sob domínio britânico até 1833. |
| 1759                            | A tomada de Quebec vê os britânicos agora governando sobre uma população francesa que os supera em cinco para um. |
| 1816-51                         | O primeiro influxo significativo de colonos para o Canadá vê cerca de um milhão de britânicos, escoceses e irlandeses chegando em lugares como Quebec City, Montreal e outros portos na costa atlântica. |
| 1839                            | Lord Durham sugere em sua revisão dos assuntos da América do Norte britânica que o aumento da migração britânica para o Canadá aceleraria o processo de mesclagem cultural e linguística dos franco-canadenses à maioria. |
| 1879-1914                       | Medidas como o Dominion Land Act (fornecendo terras gratuitas em 1872), a Política Nacional de John A. Macdonald (introduzida em 1879) e o Plano Sifton (iniciado em 1896) compõem a grande estratégia do Canadá para promover a migração. O objetivo é povoar o Oeste, estabelecer comunidades agrícolas, obter mão-de-obra barata para as indústrias de Ontário e Quebec, construir a ferrovia nacional e estabelecer a infraestrutura básica do país. |
| 1880-5                          | As regras de migração do Canadá começam a limitar os asiáticos (principalmente chineses e japoneses) estabelecendo cotas, impondo taxas e mais tarde os proibindo totalmente (isso é visto com a legislação de 1908 que afeta imigrantes japoneses e a Lei de Imigração Chinesa de 1923). |
| 1874-9                          | Recessões econômicas levam um número considerável de franco-canadenses a buscar melhores perspectivas nos EUA. De 1880 a 1890, cerca de 150.000 (representando 11,3% dos residentes de Quebec) se despedem do Canadá. De 1840 a 1930, o número total que se dirige ao sul chega a um milhão. |
| 1923                            | Após a Primeira Guerra Mundial, o governo central canadense promulga a Empire Settlement Act para continuar promovendo o desenvolvimento ocidental por meio da imigração. |
| 1939-45                         | Enquanto a Segunda Guerra Mundial se desenrola, o Canadá rejeita vários judeus fugindo dos horrores do nazismo. Depois que o Japão entra no conflito, canadenses de ascendência japonesa enfrentam internamento em campos de trabalho ou expulsão, e seus pertences são apreendidos. |
| 1946–61                         | Um notável influxo de imigrantes da Itália e Grã-Bretanha chega a Quebec. |
| 1947                            | A primeira Lei Federal de Cidadania confere a designação "Cidadão Canadense", embora ainda enfatize a identidade nacional baseada em etnia e a importância da consistência cultural. |
| 1952                            | A Lei de Imigração é lançada, oferecendo um plano para lidar com a imigração e dando grande autoridade aos oficiais de imigração. As especificações de entrada e exclusão permanecem ambíguas. |
| 1956                            | Surge um sistema de preferência federalmente mandatado para etnias imigrantes. Prioridade é dada a imigrantes da Commonwealth e da Europa do Norte, seguido por um ranking de outras regiões, com Ásia e África recebendo a menor preferência. |
| 1962                            | Políticas atualizadas abolindo tratamento preferencial para candidatos da Grã-Bretanha, França ou EUA, focando em vez disso na formação educacional, perspectivas de emprego e qualificações profissionais. |
| 1967                            | Todas as políticas de imigração discriminatórias são erradicadas. |
| 1968                            | O tumulto educacional "St Leonard" ocorre quando uma diretoria escolar do subúrbio de Montreal decide substituir as aulas bilíngues por instrução apenas em francês. Este ano também marca a criação do primeiro Ministério da Imigração de Quebec (MIQ). |
| 1971                            | Canadá dá o aceno para sua Política de Multiculturalismo. |
| 1975                            | Quebec consagra a Carta dos Direitos Humanos e Liberdades, posicionando os direitos fundamentais dos cidadãos acima de outras leis. |
| 1977                            | A Carta da Língua Francesa (Lei 101) é promulgada, ligando a integração do imigrante à língua pública predominante da província. |
| 1982                            | A Carta Canadense de Direitos e Liberdades é incorporada à Constituição Canadense, sendo o multiculturalismo um componente chave. |
| 1986                            | A Lei Federal de Igualdade de Emprego entra em vigor, cunhando o termo "minoria visível" e obrigando empresas regulamentadas pelo governo federal a garantir equidade para grupos específicos, incluindo mulheres, minorias visíveis e comunidades indígenas. |
| 1988                            | A Lei Canadense de Multiculturalismo recebe o sinal verde. |
| 1990                            | O Acordo Gagnon-Tremblay–McDougall confere a Quebec direitos exclusivos sobre a assimilação e seleção de imigrantes "independentes". Além disso, Quebec adota a Declaração sobre Imigração e Política de Integração, posteriormente atualizada em 2004. O ano também testemunha o impasse de Oka — um conflito de três meses envolvendo a nação Mohawk e os governos de Quebec e Canadá sobre direitos de terra.                                         |
| 2005                            | O "Plano de Ação Canadense contra o Racismo" recebe a aprovação federal. |
| 2006-2008                       | A era do "Acomodação Razoável" se desenrola. Em 8 de fevereiro de 2007, a Comissão Bouchard-Taylor é inaugurada e lança seu relatório final em 19 de maio de 2008. |
| Outubro de 2008                 | Quebec revela a política "Diversidade: Um Valor Acrescentado", com o objetivo de garantir que todos os cidadãos participem do crescimento de Quebec, combatendo a discriminação em várias frentes. |
| Setembro de 2009                | O Projeto de Lei 16, que promove a ação administrativa sobre diversidade cultural, é apresentado mas enfrenta oposição imediata. |
| Fonte: Universidade de Montreal | |

### Escolas Residenciais em Quebec nos Séculos 19 e 20

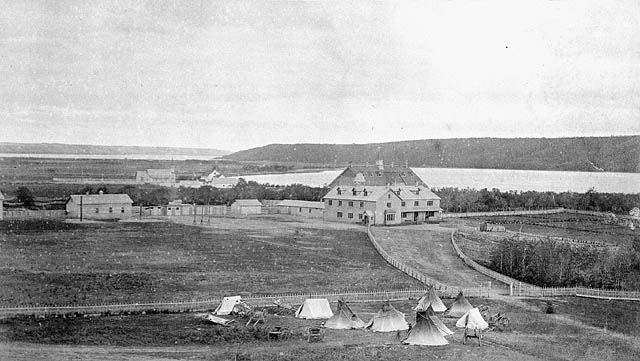
A Escola Indígena Qu'Appelle em Lebret, Assiniboia, Territórios do Noroeste, cerca de 1885

Com o objetivo de civilizar e cristianizar as populações indígenas, um sistema de 'escolas industriais' foi desenvolvido no século XIX que combinava estudos acadêmicos com "assuntos mais práticos". Escolas para povos indígenas começaram a surgir na década de 1840. A partir de 1879, essas escolas seguiram o modelo da Escola Indígena Carlisle em Pensilvânia, cujo lema era: "Matar o índio nele e salvar o homem." Acreditava-se que a arma mais eficaz para "matar o índio" neles era remover as crianças de suas aldeias, portanto, crianças indígenas foram retiradas de suas casas, pais, famílias, amigos e comunidades. O Ato Indígena de 1876 concedeu ao governo federal a responsabilidade pela educação indígena, e em 1910, as escolas residenciais tornaram-se a principal estratégia para a educação indígena; o governo forneceu financiamento para grupos religiosos como as igrejas Católica, Anglicana, United Church e Presbiteriana para a educação indígena. Em 1920, a frequência para os indígenas tornou-se obrigatória, e havia 74 escolas residenciais em funcionamento em todo o país. Seguindo as ideias de Sifton e outros como ele, os objetivos acadêmicos dessas escolas foram "simplificados". Como Duncan Campbell Scott afirmou na época, eles não queriam que os alunos "se tornassem muito espertos": "Com esse objetivo em vista, o currículo nas escolas residenciais foi simplificado e a instrução prática dada é tal que possa ser imediatamente útil para o aluno quando ele retorna à reserva após deixar a escola."
O financiamento governamental muitas vezes era insuficiente, e as escolas frequentemente operavam como "negócios autossuficientes", onde 'estudantes trabalhadores' eram retirados das aulas para lavar roupa, aquecer o prédio ou realizar trabalhos agrícolas. Os dormitórios eram frequentemente mal aquecidos e lotados, e a comida não era adequadamente nutritiva. Um relatório de 1907, encomendado pelo Assuntos Indígenas, descobriu que 15 escolas nas pradarias tinham uma taxa de mortalidade de 24%. Na verdade, um Superintendente Adjunto de Assuntos Indígenas na época comentou: "É bem dentro da marca dizer que cinquenta por cento das crianças que passaram por essas escolas não se beneficiaram da educação que receberam ali." Embora a taxa de mortalidade tenha diminuído nos anos seguintes, a morte continuou sendo parte da tradição das escolas residenciais. O autor desse relatório para o BNA, Dr. PH Bryce, foi posteriormente removido e em 1922 publicou um panfleto que quase rotulou a indiferença do governo às condições dos indígenas nas escolas como "homicídio".
Os antropólogos Steckley e Cummins observam que os abusos endêmicos - emocionais, físicos e sexuais - pelos quais o sistema agora é bem conhecido "poderiam facilmente se qualificar como a pior coisa que os europeus fizeram aos nativos no Canadá." As punições eram frequentemente brutais e cruéis, às vezes até ameaçando a vida ou sendo letais. Crianças às vezes recebiam agulhas presas em suas línguas por falarem em seus idiomas nativos, eram forçadas a comer o próprio vômito se estivessem doentes, e tinham seus genitais inspecionados. O termo "Sixties Scoop" (também conhecido como "Colheradas do Canadá") refere-se à prática canadense, que começou na década de 1960 e continuou até o final dos anos 1980, de retirar ("apanhar") crianças de vilas indígenas no Canadá de suas famílias para cuidado temporário ou adoção.
A maioria das escolas residenciais fechou na década de 1970, com a última fechando em 1996. Processos criminais e civis contra o governo e as igrejas começaram no final da década de 1980 e logo após o fechamento da última escola residencial. Em 2002, o número de processos ultrapassou 10.000. Na década de 1990, começando pela Igreja Unida, as igrejas que administravam as escolas residenciais começaram a emitir pedidos formais de desculpas. Em 1998, o governo canadense emitiu a Declaração de Reconciliação, comprometendo-se com CAD $350 milhões em apoio a uma estratégia de cura baseada na comunidade para atender às necessidades de cura de indivíduos, famílias e comunidades decorrentes do legado de abuso físico e sexual em escolas residenciais. O dinheiro foi usado para lançar a Fundação de Cura dos Aborígenes. Em 2007, o governo, igrejas e as organizações Assembly of First Nations e Inuit chegaram ao Acordo de Indenização das Escolas Residenciais Indígenas, que reconheceu os abusos físicos e sexuais sofridos pelos alunos e estabeleceu uma Comissão de Verdade e Reconciliação para documentar a história e os impactos duradouros das escolas.
Nos séculos XIX e XX, Quebec não estava isento da política do governo federal canadense de assimilação das populações nativas. Esta política promoveu ativamente o sistema de escola residencial indígena, visando integrar os povos indígenas à dominante cultura euro-canadense.
Igrejas cristãs, sob o apoio e patrocínio do Departamento de Assuntos Indígenas, administraram essas instituições. Na verdade, cerca de 150.000 crianças, equivalentes a 30% da população infantil indígena, foram forçadas a frequentar essas escolas em todo o Canadá, sendo Quebec um local significativo desse sistema até sua última escola em 1996.
A visão de "civilizar" e "cristianizar" as populações indígenas levou ao desenvolvimento inicial de "escolas industriais" no século XIX, combinando estudos acadêmicos e habilidades práticas. Essas escolas foram inspiradas em modelos como a Carlisle Indian School na Pensilvânia, que tinha o lema revelador: "Mate o índio dentro dele e salve o homem". Esta abordagem implicava em afastar as crianças nativas de suas famílias e comunidades, criando um abismo cultural e emocional.

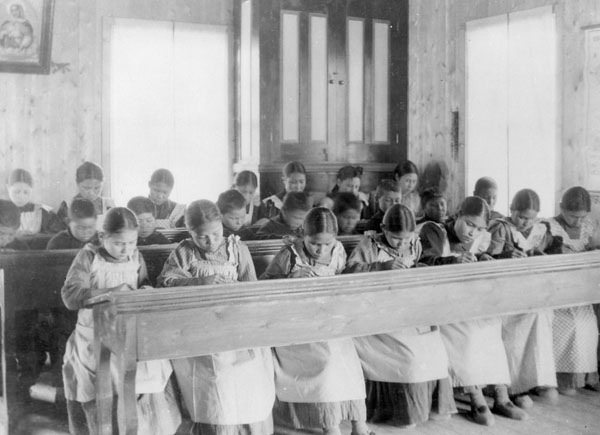
Os internatos tinham como objetivo original eliminar a língua e a cultura indígena, substituindo-as por crenças cristãs. Na foto, vemos o internato de Fort Resolution, NWT.

Em 1876, a Lei Indígena delegou a educação indígena ao governo federal. Por volta de 1910, as escolas residenciais tornaram-se predominantes na política educacional indígena. Organizações religiosas, incluindo as igrejas católica, anglicana, da Igreja Unida e presbiteriana, receberam fundos governamentais para administrar estas instituições. À medida que o século XX avançava, estas escolas tornaram-se obrigatórias para as crianças nativas, com 74 escolas em funcionamento no Canadá, incluindo várias em Quebec.
Contudo, a realidade dessas escolas era sombria. As condições eram frequentemente deploráveis, com dormitórios superlotados, mal aquecidos e com alimentação inadequada. Os abusos, tanto físicos quanto emocionais, eram endêmicos. O trauma vivido por muitas crianças incluía castigos brutais, como a inserção de alfinetes na língua por falar sua língua materna e a exposição a inspeções genitais invasivas.
Com o passar dos anos, começou a surgir o reconhecimento do dano causado por essas escolas. No final dos anos 1980, processos contra o governo e as igrejas começaram a se acumular, culminando em mais de 10.000 reivindicações até 2002. Durante a década de 1990, as igrejas começaram a pedir formalmente desculpas pelo seu papel no sistema de escolas residenciais e, em 1998, o governo canadense emitiu a Declaração de Reconciliação.
A província de Quebec, assim como o restante do Canadá, desde então tem trabalhado para abordar este sombrio capítulo de sua história. A Comissão da Verdade e Reconciliação (2008-2015) foi estabelecida para documentar esses abusos, e seu relatório final descreveu o sistema de escolas residenciais como um "genocídio cultural". Embora o passado não possa ser alterado, ações atuais e futuras em Quebec e em todo o Canadá visam reconhecer, reconciliar e remediar os erros cometidos. Desde o final do século XIX até a década de 1990, inúmeras crianças indígenas de Quebec foram enviadas para internatos administrados pela Igreja Católica. Essas instituições, parte de uma rede mais ampla no Canadá, submetiam os jovens a condições desumanizadoras. Muitos sofreram abusos físicos e sexuais. Estima-se que um número significativo tenha morrido de desnutrição, doenças, maus-tratos e negligência.
Entre 1883 e 1996, 139 internatos financiados pelo Governo Federal e administrados por grupos religiosos operavam no país. Estes centros foram palco de negligência, abusos sexuais, racismo e violência física. Estima-se que mais de 6.000 crianças tenham perdido a vida nessas instituições. O Primeiro Ministro canadense Justin Trudeau descreveu a assimilação forçada de menores indígenas nestas escolas como o "maior erro" do Canadá.
A recente descoberta de mais de 1.200 sepulturas não marcadas nos terrenos destas antigas instituições chocou o mundo, destacando ainda mais a urgência em abordar e reparar esses fatos históricos.

### Era Contemporânea
O conceito de racismo sistêmico refere-se a estruturas e políticas que, intencionalmente ou não, criam desigualdades ou discriminação com base na raça. Há relatórios e estudos que sugerem discriminação em diversos setores, como emprego, habitação e sistema judiciário. Por exemplo, a Comissão Viens examinou as relações entre os indígenas e os serviços públicos em Quebec e encontrou evidências de discriminação. Em 1988, a Comissão de Direitos Humanos de Quebec iniciou um inquérito público sobre alegações de tratamento discriminatório e comportamentos racistas por parte da polícia em relação a minorias visíveis e étnicas. Esta ação foi resultado de crescentes tensões entre comunidades afrodescendentes e serviços policiais, marcadas por intervenções, prisões e, tragicamente, a morte de jovens durante operações policiais.
O relatório final ofereceu recomendações para abordar situações e práticas com impactos discriminatórios e permitir que os formuladores de políticas se adaptassem à nova realidade de uma sociedade agora multiétnica. O principal objetivo era criar condições que favorecessem a melhoria das relações entre a aplicação da lei e uma sociedade baseada nos direitos humanos, especialmente em termos de direitos de igualdade, independentemente da origem étnica. Três anos após a divulgação deste relatório e seguindo uma recomendação do legista após a morte de um jovem afrodescendente, foi estabelecido um grupo de trabalho para estudar as relações entre a comunidade negra e a polícia da cidade de Montreal. Este comitê apresentou seu relatório em dezembro de 1991.

#### Referendo de Quebec de 1995

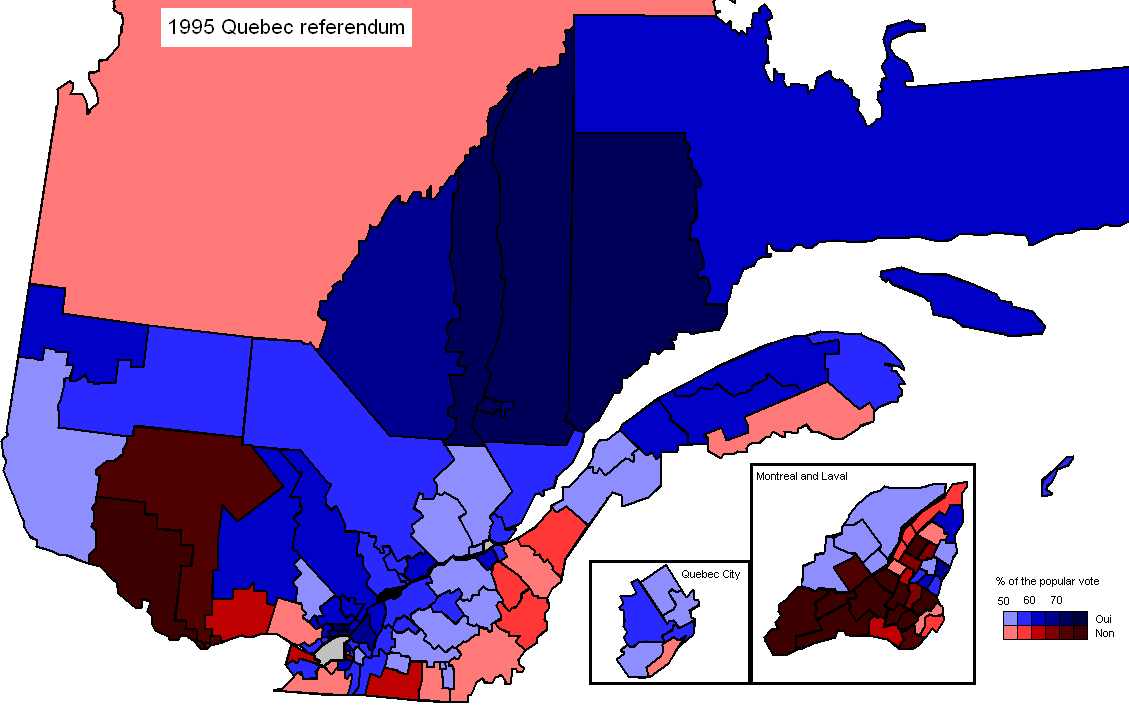
Resultados por distritos. Em tons azulados, o "SIM"; em tons avermelhados, o "NÃO"

O referendo de 1995 em Quebec é considerado um momento relevante na evolução do discurso político sobre o racismo na província. Após a rejeição por margem estreita da proposta de independência de Quebec, o então Primeiro-Ministro, Jacques Parizeau, surpreendeu muitos ao atribuir a derrota a "dinheiro e votos étnicos", uma declaração que causou profundo impacto na comunidade imigrante e nas minorias étnicas de Quebec. Após o comentário de Parizeau, a cantora nascida em Montreal, Allison Russell, relembrou durante uma apresentação em 2022 como foi viver na cidade após essas palavras. Russell, de descendência Canadenses africanos, compartilhou experiências traumáticas de assédio e discriminação. A jovem artista, que tinha 15 anos na época do referendo, afirmou que os comentários alimentaram atos racistas nas ruas e contribuíram para sua decisão de sair de Quebec.
Aly Ndiaye, historiador e rapper também conhecido como Webster, identifica a derrota no referendo e o comentário de Parizeau como um ponto de virada no nacionalismo quebequense. Segundo Ndiaye, o nacionalismo quebequense das décadas de 1960 e 1970 estava voltado para uma visão progressista e inclusiva, inspirada nos movimentos de descolonização e revoluções globais. No entanto, após o referendo, esse nacionalismo começou a se tornar mais insular e exclusivo. Fo Niemi, diretor do Centro de Pesquisa-Ação sobre Relações Raciais de Montreal (CRARR), também notou um aumento nas ligações de ódio após o referendo. Niemi, que fundou o CRARR em 1983, descreveu como o centro recebeu inúmeras ligações de ódio nos dias após a votação.
Ecos do referendo de 1995 ainda ressoam no discurso político contemporâneo em Quebec. Em uma eleição recente, declarações sobre imigração feitas pelo candidato da Coalition Avenir Québec, Jean Boulet, e pelo líder do partido, François Legault, reavivaram tensões semelhantes às experimentadas em 1995. Evelyn Calugay, diretora executiva da PINAY, um grupo de direitos das mulheres filipinas, lembra comentários discriminatórios dirigidos à sua comunidade e à comunidade chinesa em 1995. Segundo Calugay, a retórica excludente persiste, e as minorias e os marginalizados continuam a ser alvos fáceis para bodes expiatórios em discursos políticos.

#### Políticas antirracistas em Quebec (1990-2010)
Na província de Quebec, discussões sobre racismo e discriminação estavam em grande parte ausentes do discurso formalizado. Comunicações oficiais do governo, como a "Política de Imigração e Integração" de 1990 e a "Política de Integração Educacional e Intercultural" de 1998, tocaram superficialmente no tema do racismo. Nestes documentos, o problema era retratado mais como uma possível má conduta individual do que como um problema sistemático generalizado. O Projeto de Lei 112 de Quebec, também conhecido como legislação antipobreza, juntamente com a Estratégia Nacional de Combate à Pobreza e Exclusão Social, reconheceu 'imigrantes' e 'minorias visíveis' como populações susceptíveis. No entanto, esses documentos não aprofundaram na interação sociológica entre racismo, discriminação, disparidades sociais e exclusão.
Tradicionalmente, havia uma hesitação em Quebec em abordar diretamente o assunto do racismo. As reações institucionais a tais questões foram inconsistentes e, às vezes, não comprometidas. Na maioria das vezes, os órgãos governamentais de Quebec só respondiam ao racismo quando culminava em tensão racial aumentada ou confrontos físicos. No verão de 2006, uma comissão foi estabelecida pelo governo de Quebec para investigar questões de racismo e discriminação. Consultas públicas foram iniciadas com base em um documento chamado Rumo a uma política governamental para combater o racismo e a discriminação, uma continuação regional do Plano de Ação Contra o Racismo do Canadá de 2005. Somente após os procedimentos da Comissão Bouchard-Taylor, formalmente conhecida como Comissão de Consulta sobre Práticas de Acomodação Relacionadas a Diferenças Culturais, é que uma política governamental oficial nesta área surgiu. Novembro de 2008 viu o governo liberal de Quebec revelar Diversidade: Um Valor Adicionado: Política governamental para promover a participação de todos no desenvolvimento de Quebec. Esta política englobou um amplo espectro de iniciativas, desde educação, prevenção, mobilização institucional, apoio às vítimas até combate a agressões racistas.
Visando executar facetas específicas do plano de ação mencionado, em setembro de 2009, a Ministra da Imigração, Yolande James, apresentou o Projeto de Lei 16. Esta legislação reacendeu o debate em andamento sobre 'acomodação razoável'. No entanto, a progressão do projeto foi interrompida indefinidamente. Outro desafio proeminente diz respeito ao conceito de 'perfil racial', especialmente nas interações entre a polícia e certas comunidades racializadas. Um incidente notável ocorreu no verão de 2008 em Montréal Nord. Um confronto entre a polícia e moradores locais levou ao tiro fatal de um jovem latino, desencadeando distúrbios na área. Isso levou a Comissão de Direitos Humanos e Direitos da Juventude (cdpdj) a iniciar consultas públicas sobre perfil racial. A cdpdj afirmou que havia processado cerca de 60 queixas de todo o Quebec e apresentou aproximadamente 10 destes casos ao Tribunal de Direitos Humanos. Os relatórios destas consultas são esperados para pressionar o governo a formular uma política mais refinada e possivelmente nova legislação para combater o racismo.

### Visita do Papa Francisco

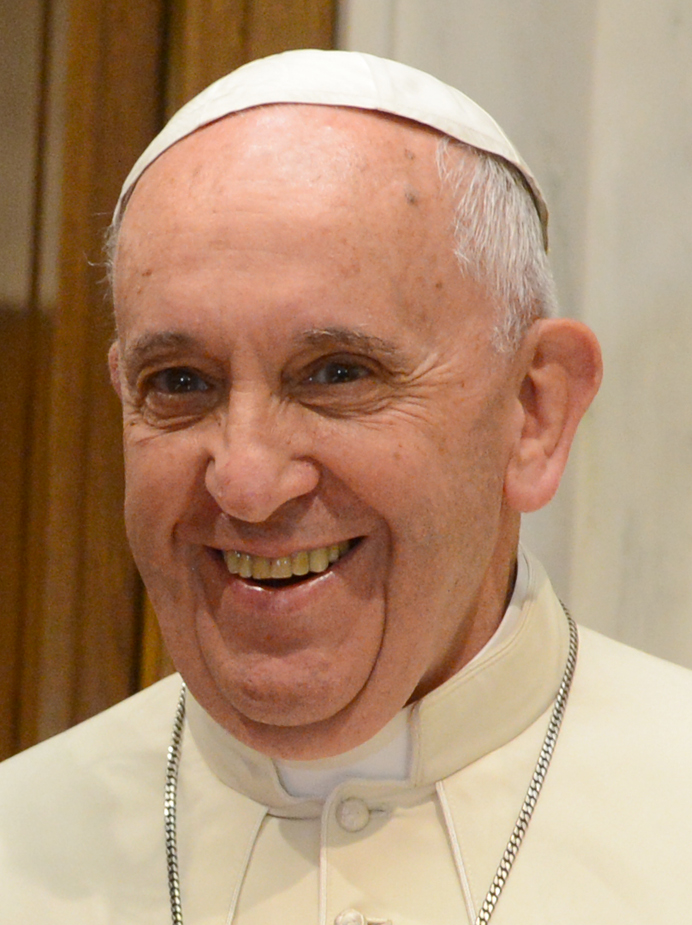
Papa Francisco em 2015

Em 2023, durante sua viagem ao Canadá, Papa Francisco marcou uma fase significativa de sua estadia em Quebec, onde realizou reuniões-chave e abordou a relação entre a Igreja Católica e os povos indígenas do país. No início de suas atividades na província, o Papa foi recebido na Cidadela de Quebec pela Governadora Geral, Mary Simon. Uma figura de particular significado, Simon, de descendência Inuk, fez história em 2021 ao se tornar a primeira líder indígena a ser empossada como Governadora Geral.
Após um diálogo de 15 minutos com Simon, o Papa Francisco teve uma reunião de aproximadamente 25 minutos com o Primeiro-Ministro canadense, Justin Trudeau. Em sua comunicação subsequente, Trudeau enfatizou que o Papa "reconheceu os abusos sofridos em escolas residenciais que resultaram na destruição cultural, perda de vidas e trauma contínuo sofrido pelos povos indígenas em todo este país". No final dessas reuniões, o Papa proferiu um discurso dirigido às autoridades políticas, sociais e indígenas da província.
A visita de Francisco a Quebec foi marcada pelo desejo da Igreja de pedir desculpas aos povos indígenas pelos abusos cometidos nas instituições católicas. Em uma mensagem, o Papa disse: "Peço perdão pela maneira como muitos membros da Igreja e comunidades religiosas colaboraram, inclusive através da indiferença, nestes projetos de destruição cultural e assimilação forçada". Esta mensagem ressoou fortemente em Quebec, onde a história das escolas residenciais e a relação com os povos indígenas deixaram cicatrizes profundas. As palavras do Papa, esperadas por muitos, marcaram um momento de reflexão e esperança no processo de reconciliação e cura entre a Igreja e as comunidades indígenas de Quebec.

#### Reações
Durante sua visita, sobreviventes e descendentes das vítimas expressaram sua esperança por um gesto de condenação mais forte por parte do líder da Igreja Católica. Houve demandas para a devolução de objetos de arte indígena mantidos no Vaticano e pela abertura dos arquivos das escolas internas. Em uma cerimônia no santuário nacional de Sainte-Anne-de-Beaupré, uma faixa pedia o cancelamento da "doutrina da descoberta". No dia seguinte, em sua homilia na catedral de Notre-Dame em Quebec, Francisco denunciou a ideia de superioridade cultural e colonialismo.
Apesar dos esforços de reconciliação, algumas figuras, como Kilikvak Kabloona, presidente de uma organização indígena, apontaram que o pedido de desculpas do Papa não foi abrangente o suficiente, pois não abordou diretamente os "abusos sexuais" sofridos pelos indígenas em Quebec.

## Dupla condição de minoria e maioria entre os francófonos
Historicamente, a relação entre Quebec e o resto do Canadá viu o racismo evoluir, particularmente devido à transição dos francófonos em Quebec de uma minoria (Canadenses Franceses) para se tornarem a maioria (identificados como Quebecois ou Québécois). A contínua tensão entre os canadenses de língua francesa e inglesa moldou as relações interétnicas, muitas vezes estruturadas de maneira hierárquica, conhecida como 'mosaico vertical'. A dinâmica entre esses dois grupos centrais, às vezes tingida de neo-racismo, influenciou consideravelmente sua postura sobre imigração e questões indígenas.
No contexto da Quebec dos anos 1960, onde divisões étnicas e sociais demarcavam francófonos de falantes de inglês, alguns canadenses franceses tinham reservas em relação aos imigrantes. Estes imigrantes, buscando mobilidade social ascendente, predominantemente se assimilaram à comunidade de língua inglesa. Durante essa era, falantes de inglês predominavam nas esferas econômicas de Montreal, ocupavam localizações residenciais principais e tinham uma presença notável em todo o Canadá. Eles também estabeleceram sistemas abrangentes para assimilar imigrantes em sua comunidade. Os canadenses franceses, vendo-se como uma 'minoria' oprimida, viam a imigração como uma ameaça iminente inadequadamente gerida pelo governo de Quebec. Assim, Quebec procurou desempenhar um papel ativo na seleção e integração de imigrantes na maioria francófona, vendo a imigração como uma ferramenta para compensar o declínio demográfico e linguístico dos francófonos na América do Norte.
Posteriormente, a mudança dos francófonos para um status de 'maioria' direcionou uma narrativa cívica e intercultural dominante sobre a assimilação de imigrantes na comunidade majoritária. Com a ascensão do Parti Québécois em 1976, a retórica normativa começou a se afastar de seus tons anteriormente combativos e anti-coloniais. No final dos anos 1980, marcados pelo advento do neoliberalismo, discursos que analisavam criticamente as dinâmicas de poder opressoras praticamente desapareceram. A ênfase passou de destacar as 'relações opressivas' sofridas por facções minoritárias (incluindo os francófonos canadenses-franceses historicamente marginalizados) para assimilar essas minorias na nova maioria francófona. A narrativa da emancipação minoritária transformou-se em uma de afirmação nacional majoritária. Entre os anos 1980 e 2006, o racismo, como tema, tornou-se notavelmente ausente dos diálogos normativos de Quebec, aparecendo esporadicamente apenas em políticas oficiais. Por um longo período, admitir a presença do racismo em posições públicas era o mesmo que admitir o fracasso do modelo de assimilação de Quebec. No entanto, o discurso de "acomodação razoável" (2006-8) destacou os impactos negativos das dinâmicas Quebec-Canadá no tratamento de minorias étnicas.
Este discurso de "acomodação razoável", persistindo por dois anos na mídia de Quebec, destacou as repercussões das dinâmicas de poder entre Quebec e Canadá no tratamento de minorias étnicas. O debate revelou percepções predominantes entre os habitantes de Montreal e de outras regiões de Quebec, expondo certas lacunas em seu entendimento das realidades da imigração, bem como iniciativas voltadas para a integração e direitos humanos.

## Nacionalismo

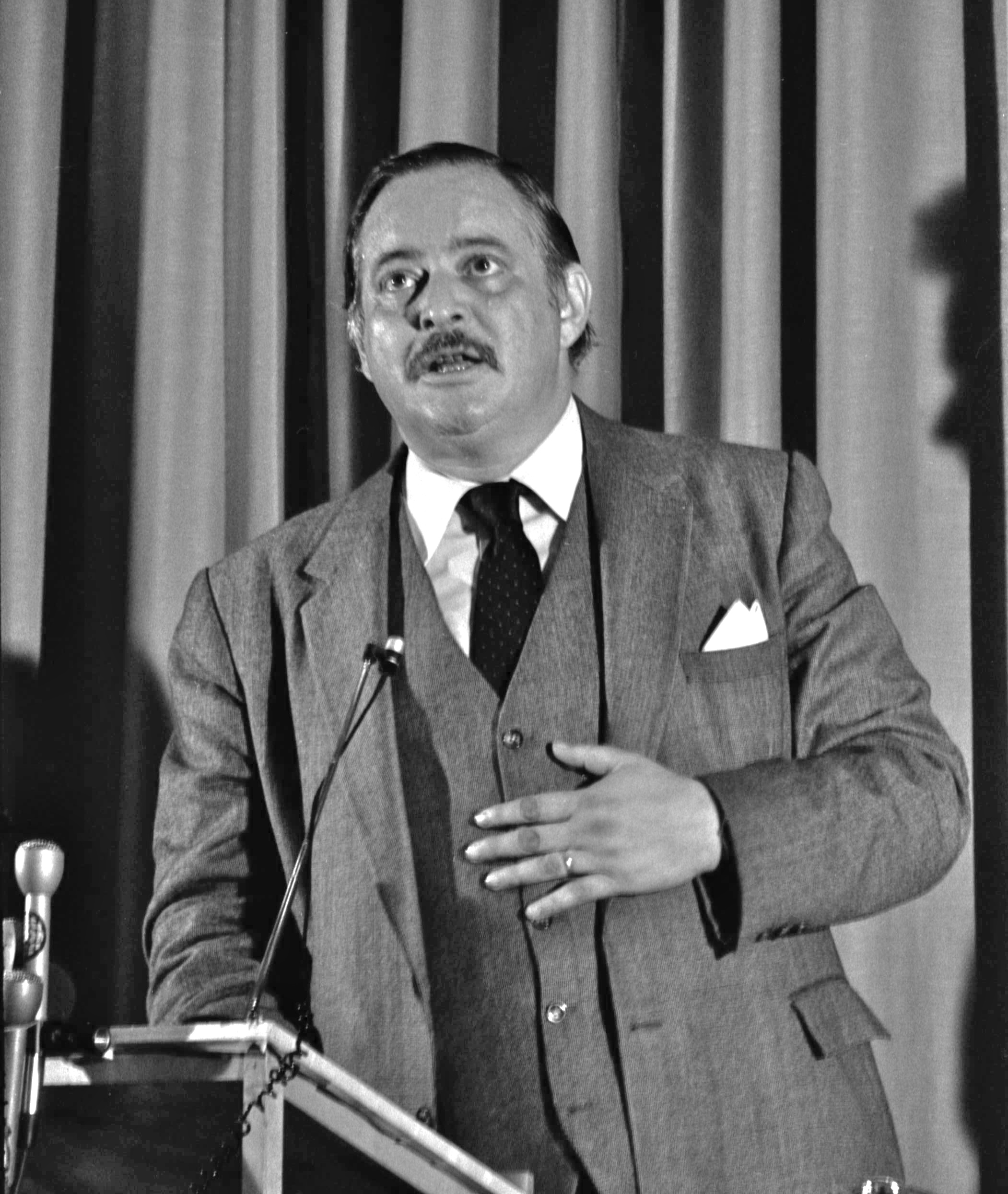
Jacques Parizeau, líder do nacionalista PQ e Primeiro Ministro de Quebec

O historiador Jean Baubérot descreveu uma mudança na percepção do secularismo, passando de uma ideia progressista para uma política de extrema direita. Nacionalismo em Quebec, que outrora tinha raízes de esquerda, agora é percebido como mais inclinado à direita e associado ao racismo. Essa mudança tem sido particularmente notada desde o projeto da Charte des valeurs québécoises, movendo-se em direção a uma visão mais baseada na identidade e chauvinista.
Uma grande parte da população acredita que o nacionalismo e separatismo de Quebec são étnicos e frequentemente se percebe que os sentimentos dos nacionalistas de Quebec são insulares e paroquiais, preocupados em preservar uma população "pura lã" de francófonos brancos na província. Embora essas acusações tenham sido denunciadas por certos nacionalistas de Quebec que veem tanto o movimento separatista quanto nacionalista como multiétnicos, há evidências substanciais de que ambos os movimentos são baseados em etnia, mais do que em território. Um exemplo disso é quando o Primeiro Ministro de Quebec, Jacques Parizeau, falando sobre o fracasso do referendo de Quebec de 1995, disse: "É verdade, fomos derrotados, mas por quê? Por causa do dinheiro e dos votos étnicos, essencialmente".
Outro exemplo dessa questão foi a implementação do Projeto de Lei 21 de Quebec, que gerou controvérsia após proibir indivíduos de usarem trajes religiosos em certas profissões. Esta lei impactou significativamente a comunidade muçulmana na província, com muitos a citando como prova das origens étnicas do movimento, rotulando-a como Islamofóbica e discriminatória. Uma controvérsia ainda maior surgiu quando a maioria dos partidos nacionalistas afirmou que a lei não era islamofóbica, mas sim secular. Paul Plamondon, líder do Parti Quebecois, descreveu a lei como "supremacista" ao falar sobre racismo sistêmico, gerando ainda mais controvérsia e significativa reação contra o PQ da comunidade muçulmana e federalistas. O nacionalismo e separatismo de Quebec são baseados em ética, e essa situação é ainda mais evidenciada quando o PQ organizou um protesto em Montreal em 23 de novembro de 2020, pedindo a assimilação de imigrantes e o fortalecimento da língua francesa na cidade. Nesta ocasião, menos de 150 pessoas compareceram. E pelo Parti Quebecois, bem como por outros partidos nacionalistas e separatistas que se recusam a reconhecer a existência de racismo sistêmico na província de Quebec. O presidente da comissão de direitos humanos de Quebec, Philippe-André Tessier, separatista, referiu-se ao termo "racismo sistêmico" como um "ataque contra o povo de Quebec".

### Xenofobia como Estratégia Política

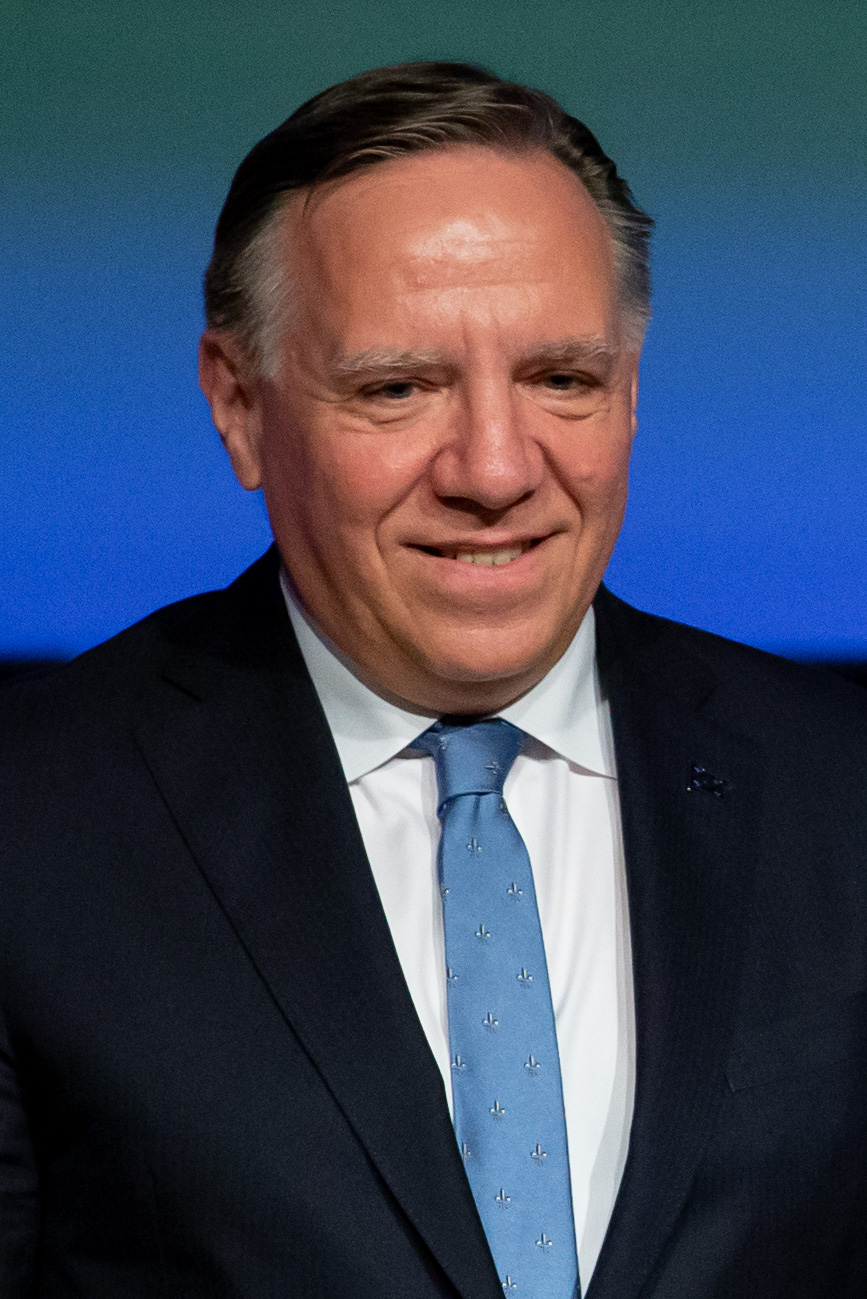
François Legault, líder do CAQ

O lema da província de Quebec, "Eu me lembro" (Je me souviens em francês), está inscrito em todas as placas de veículos circulando nessa região do Canadá. Apesar de sua onipresença, o exato significado do lema é motivo de debate. No entanto, especialistas concordam que representa a importância que a sociedade Québécois dá à memória coletiva, sua história e suas tradições.
Uma das tradições mais enraizadas de Quebec, especialmente em sua metrópole, Montreal, é a acolhida de imigrantes, que desempenharam um papel fundamental na formação de sua identidade. Portanto, a vitória eleitoral em 20XX da Coalition Avenir Quebec (CAQ, traduzido como "Coalizão Futuro de Quebec"), que baseou parte de sua campanha na imigração, foi particularmente alarmante. Esta formação política aumentou significativamente sua representação parlamentar, passando de 21 para 74 assentos, garantindo uma maioria absoluta. É a primeira vez desde 1970 que nem os liberais nem os separatistas assumem o controle do governo provincial.
A preocupação não está tanto nas propostas específicas da CAQ, que alguns partidos xenófobos europeus poderiam considerar moderadas, mas na introdução de um debate anteriormente marginal. François Legault, líder do CAQ, argumentou que "Quebec excedeu sua capacidade de integração", propondo uma redução no número de imigrantes admitidos e controles mais rigorosos em várias categorias de migração. A proposta mais controversa é a implementação de um exame de francês e cultura após três anos de residência na província, com o risco de expulsão se não for aprovado.
Esta posição foi fortemente criticada pelo setor empresarial de Quebec, que argumenta a necessidade de trabalhadores estrangeiros para apoiar a economia da província. Com uma taxa de desemprego de 5,3%, próxima do pleno emprego, e um crescimento econômico de 3%, a Câmara de Comércio de Montreal apontou a existência de 100.000 vagas de emprego devido à falta de candidatos qualificados. As propostas de Legault poderiam, consequentemente, ter um impacto negativo na economia de Quebec.
A situação política em Quebec parece refletir uma tendência global onde líderes como Matteo Salvini, Viktor Orbán e Donald Trump popularizaram discursos xenófobos em regiões onde anteriormente não tinham influência. É um lembrete de que Quebec, uma terra tradicionalmente acolhedora para imigrantes, enfrenta novos desafios na paisagem política contemporânea.
Enquanto o Canadá busca fortalecer seu compromisso com a imigração, o governo federal planeja acolher um número recorde de novos imigrantes, adicionando 1,45 milhão à sua população de 39 milhões até 2023. Embora a imigração tenha causado divisões e o surgimento de extremismo político em outros países ocidentais, existe um consenso generalizado no Canadá sobre seu valor. No entanto, Quebec tem sido uma exceção notável, com políticos exacerbando sentimentos anti-imigrantes, capitalizando os medos dos eleitores franco-quebequenses sobre a perda de sua identidade cultural.

## Discriminação Sistêmica Contra Povos Indígenas em Quebec

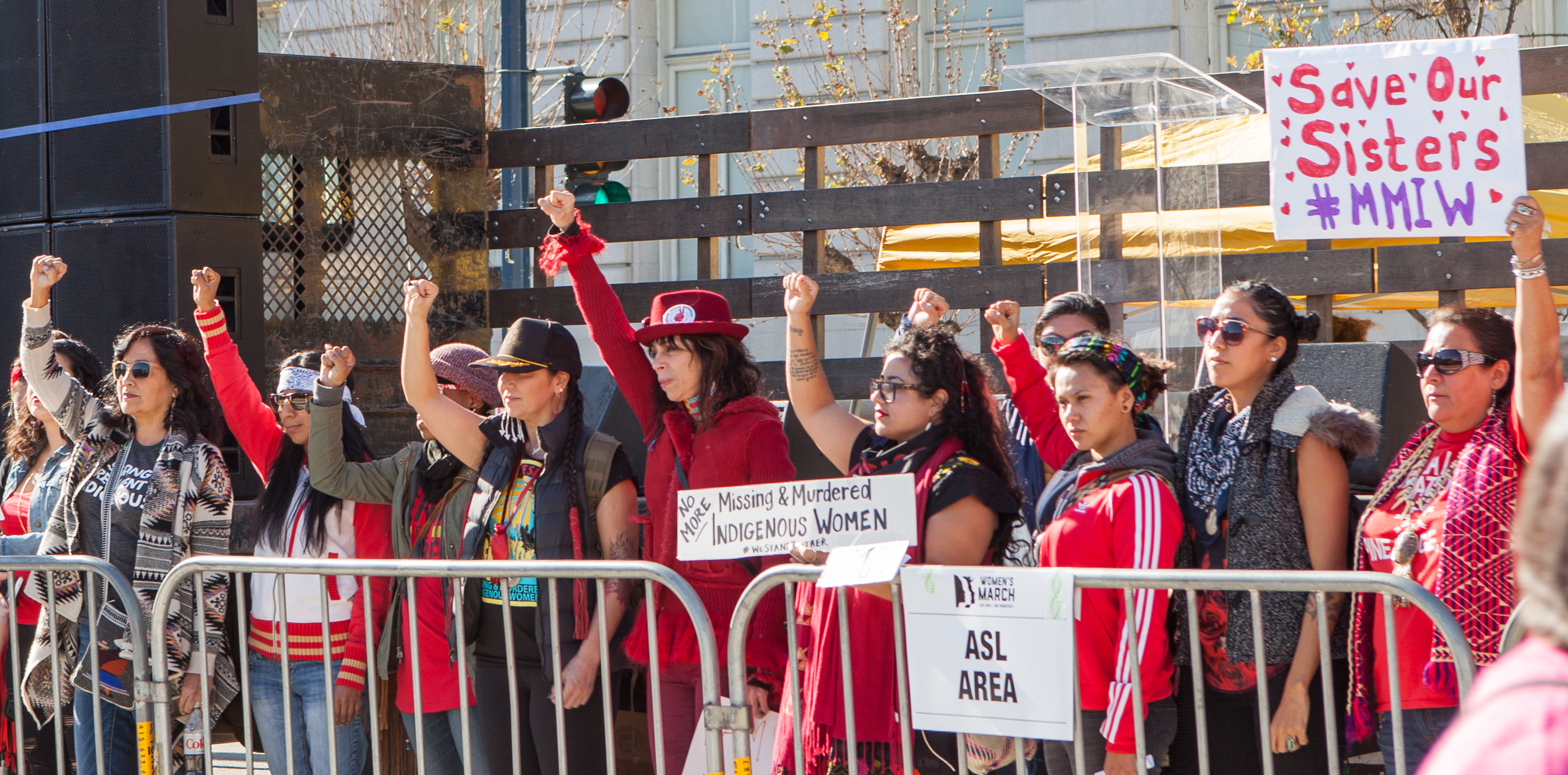
Ativistas por Mulheres Indígenas Desaparecidas e Assassinadas (MMIW) na Marcha das Mulheres de 2018

Em Quebec, a questão da discriminação contra as comunidades indígenas tem sido objeto de análise intensiva. Dados do Centro Canadense de Estatísticas de Justiça revelam que, embora os povos indígenas representem cerca de 3% da população geral, eles compõem 19% dos detentos federais. Além disso, entre 1997 e 2000, a probabilidade de uma pessoa indígena ser acusada de homicídio era dez vezes maior em comparação com indivíduos não indígenas. Apesar desses números alarmantes, eles representam apenas uma fração do problema mais amplo.
Beverly Jacobs, presidente da Associação das Mulheres Nativas do Canadá, sugere que os efeitos colaterais da colonização e gerações de discriminação, pobreza e abuso levaram muitos na comunidade indígena a conflitos com o sistema de justiça. Ed McIsaac, do Gabinete do Investigador para Instituições Penais no Canadá, concorda com essa perspectiva, destacando como as condições socioeconômicas impactam a educação, saúde e emprego, levando mais pessoas ao sistema de justiça criminal.
Além das questões sociais e econômicas, há evidente discriminação dentro do sistema judicial em relação ao povo indígena. O Sr. McIsaac afirma que há evidências de discriminação sistêmica na administração da justiça. Segundo o Conselho de Direitos Humanos das Nações Unidas, a discriminação não precisa ser intencional para ser considerada como tal. Preconceitos contra povos nativos, seja pela polícia ou por juízes, podem resultar em discriminação, mesmo que não seja deliberada. Em 2005, o Comitê de Direitos Humanos das Nações Unidas instou o Canadá a abordar violações dos direitos humanos, especialmente contra a população indígena. Além disso, o Comitê das Nações Unidas para a Eliminação da Discriminação Racial expressou preocupações semelhantes, focando nas desigualdades no sistema de justiça. No nível nacional, o Canadá começou a implementar soluções. A Política de Policiamento das Primeiras Nações, iniciada em 1992, é um esforço para que as comunidades indígenas tenham mais controle sobre a polícia em suas terras. Além disso, o governo criou comitês e comissões para abordar os problemas enfrentados pelos povos indígenas e começou a adaptar suas políticas para serem mais inclusivas.
Em Quebec, um estudo etnográfico realizado em Sept-Îles entre 2005 e 2009 destaca práticas e discursos racistas contra os Innu que não correspondem a um sistema coerente e unificado, mas a lógicas diversas e contraditórias. Assim, leis e políticas públicas tratam as pessoas indígenas com posições racializadas e são, portanto, comparáveis a um "tipo de racismo estatal". De acordo com o estudo, o desejo de exterminar os povos indígenas continua, mas é expresso tanto por um desejo explícito de assimilação, baseado em uma ideologia universalista — onde se encontra certo evolucionismo — quanto pelo relativismo absoluto, que confina os povos indígenas a uma cultura imutável, excluindo-os do mundo contemporâneo. Assim, "os Innu são mantidos em empregos precários e mal remunerados por causa da suposta culpa de sua "cultura" alienígena ao trabalho assalariado".

### Joyce Echaquan

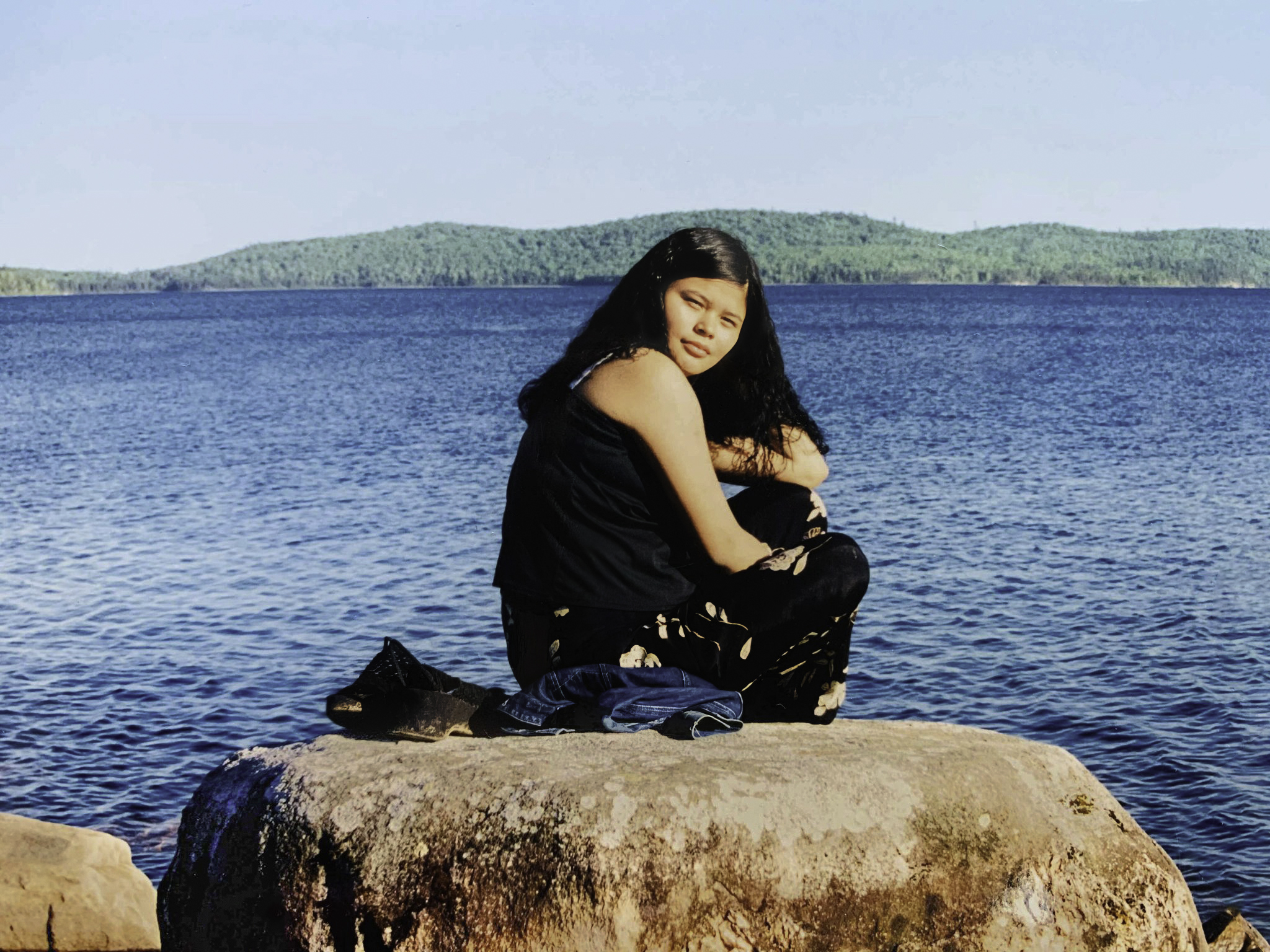
Joyce Echaquan, à beira do lago, em 1999

Em 2020, um vídeo gravado pela própria vítima mostrou funcionários de um hospital na cidade de Joliette, em Quebec, zombando e fazendo comentários sexistas contra Joyce Echaquan, uma mulher indígena Atikamekw, que faleceu posteriormente. Líderes indígenas descreveram o vídeo como uma exposição das cruéis realidades do racismo sistêmico que há muito tempo são ignoradas ou suprimidas em todo o Canadá.
Joyce Echaquan foi admitida no Hospital La Joliette em 27 de setembro de 2020, queixando-se de fortes dores abdominais. Três dias depois, de seu leito hospitalar, ela gravou um vídeo onde pode ser ouvida pedindo ajuda entre gritos de dor. Na gravação, as vozes de dois funcionários do hospital podem ser ouvidas insultando Echaquan, chamando-a de "estúpida" e sugerindo que ela "estaria melhor morta". Echaquan faleceu pouco depois de encerrar a gravação.
O vídeo tornou-se viral e desencadeou uma manifestação que reuniu milhares na capital provincial de Quebec. Os manifestantes exigiam "Justiça para Joyce" e denunciavam o racismo existente no sistema de saúde. François Legault, Premier de Quebec, reconheceu que, embora não acredite que o racismo sistêmico exista no Canadá como nos EUA, o caso representa uma questão de racismo que precisa ser abordada.

### Reconhecimento do Racismo Sistêmico
Em 16 de março, uma petição dirigida ao governo de Quebec foi apresentada no Salão Azul da legislatura provincial pela presidente das Mulheres Indígenas de Quebec, Marjolaine Étienne. Ao seu lado estavam o líder da Assembleia das Primeiras Nações de Quebec e Labrador, Ghislain Picard, e o chefe da comunidade Atikamekw de Manawan, Sipi Flamand. A co-porta-voz do partido Solidariedade Quebec, Manon Massé, apresentou oficialmente o documento reconhecendo o racismo e a discriminação sistêmica contra os povos indígenas, especialmente mulheres e meninas.
Este princípio, inspirado pela trágica morte de Joyce Echaquan no Hospital Joliette em 2020 devido ao tratamento racista, defende garantir o acesso igualitário dos indígenas aos serviços de saúde e sociais, ao mesmo tempo que reconhece o conhecimento tradicional e atual da comunidade indígena. Com mais de 4.000 assinaturas, a petição ganhou um apoio significativo. Sipi Flamand enfatizou a importância de reconhecer e abordar essas questões para melhorar as condições da sociedade. Apesar da crescente pressão, especialmente após o relatório sobre a morte de Echaquan, o Primeiro-ministro Legault negou a existência de racismo sistêmico em Quebec.

#### Resposta
Com mais de 4.000 signatários e apoio significativamente maior do que o esperado, segundo Marjolaine Étienne, a petição representa um poderoso chamado à ação. Nas palavras de Sipi Flamand, reconhecer essas questões é essencial para melhorar as condições sociais. Apesar dos esforços anteriores para obter reconhecimento governamental do racismo sistêmico, o Primeiro-ministro Legault consistentemente negou sua existência em Quebec. No entanto, após o relatório da juíza Gehane Kamel sobre a morte de Echaquan, organizações indígenas aumentaram a pressão sobre o governo. O Primeiro-ministro Legault e alguns membros de seu gabinete expressaram ceticismo sobre a prevalência do racismo sistêmico em Quebec. Eles argumentaram que a terminologia pode ser divisiva e que reconhecer o racismo sistêmico poderia ser percebido como um ataque à identidade Québécois.

### Missionários Oblatos de Maria Imaculada no Quebec
Em novembro de 2023, o Superior Tribunal de Quebec, sob a supervisão do Juiz Thomas M. Davis, aprovou uma ação coletiva contra os Missionários Oblatos de Maria Imaculada. Esta ação judicial, iniciada em março de 2018, exige que a congregação católica reconheça e repare os abusos sexuais cometidos por vários de seus membros em crianças indígenas entre 1940 e 2018.
A congregação religiosa, fundada na França em 1816, está presente no Canadá desde 1841. A ação coletiva inclui 203 indivíduos dos povos Innu, Atikamekw e Anishinaabe, que foram vítimas de abuso na região da Costa Norte do Quebec. 39 membros dos Oblatos foram identificados como agressores.
Noëlla Mark, residente da comunidade Unamen Shipu, lidera esta ação coletiva. De acordo com documentos judiciais, Mark afirma ter sido vítima repetida de abuso sexual por Alexis Joveneau, uma autoridade proeminente dos Oblatos na região por anos. No total, outros 68 indivíduos identificaram Joveneau como seu agressor. Joveneau, originalmente da Bélgica, viveu no Canadá de 1953 até sua morte em 1992. Magalie Lapointe e David Prince lançaram um livro em 2019 intitulado "O Diabo da Costa Norte", documentando os testemunhos das vítimas de Joveneau e revelando outros abusos cometidos pelo padre, incluindo realocações forçadas e exploração de trabalho.

### Esterilizações Forçadas
No século 20, o movimento eugênico cresceu no Canadá, usando a esterilização forçada como método para controlar as populações indígenas, ao lado do Ato Indígena de 1876. Médicos não indígenas trabalhavam no sistema de saúde estabelecido para a população nativa e eram incentivados a realizar esterilizações como forma de planejamento familiar. Da década de 1960 à de 1980, a taxa de natalidade indígena caiu de 47% para 28%, e as leis de esterilização começaram a ser revogadas no final da década de 1970. No entanto, mulheres indígenas relataram casos de esterilização forçada até 2018. A advogada Alisa Lombard liderou várias ações judiciais em nome dessas mulheres indígenas com o apoio do Centro Internacional de Recursos para a Justiça (IJRC). O IJRC salientou que a extensão da esterilização em tempos modernos é desconhecida devido à falta de pesquisa extensiva. Após ser publicamente questionado pela ONU sobre seu envolvimento, o governo canadense comprometeu-se a compartilhar qualquer documentação desses eventos em sua posse.
No Quebec, um juiz aprovou uma ação coletiva de mulheres da Primeira Nação Atikamekw contra três médicos acusados de realizar esterilizações sem o consentimento delas. Este processo destaca uma preocupação mais ampla sobre o tratamento e discriminação sistemática contra as mulheres indígenas no Canadá.
A ação coletiva foi apresentada por duas mulheres Atikamekw representando todas as mulheres de sua comunidade que afirmam ter sido esterilizadas sem seu conhecimento ou consentimento. Declarações indicam que pelo menos uma das mulheres passou pelo procedimento sem aviso prévio, enquanto outra sucumbiu à pressão de um médico. Dada a gravidade das alegações, os nomes das mulheres e dos médicos não foram divulgados na sentença.
As mulheres envolvidas no processo afirmam que essas esterilizações forçadas não só violaram seus direitos, mas também foram realizadas dentro de um quadro de discriminação racial e sistemática. As afetadas veem esses atos como uma forma de racismo que teve um profundo impacto em suas vidas e nas de seus entes queridos. Elas estão buscando indenização pelo sofrimento causado, embora o valor exato ainda não tenha sido especificado.
Enquanto o processo originalmente também visava ao conselho de saúde que supervisionava o hospital onde as esterilizações ocorreram, o juiz Lukasz Granosik autorizou apenas ações legais contra os três médicos diretamente envolvidos, um dos quais faleceu em 2019.
Um estudo acadêmico realizado no ano passado revelou que, desde 1980, pelo menos 22 mulheres indígenas e Inuit em Quebec foram esterilizadas sem o seu consentimento. É importante notar que as alegações apresentadas neste processo coletivo ainda não foram comprovadas em tribunal.

## Intolerância Religiosa

### Islamofobia e Ataque à Mesquita de Quebec
O número de crimes de ódio relatados pela polícia contra muçulmanos em Quebec mais do que triplicou entre 2012 e 2015, mesmo que, contraditoriamente, o número total desses crimes tenha diminuído durante o mesmo período, segundo dados da Statistics Canada. O Statistics Canada comentou que "um aumento nos números pode estar ligado a uma maior denúncia".

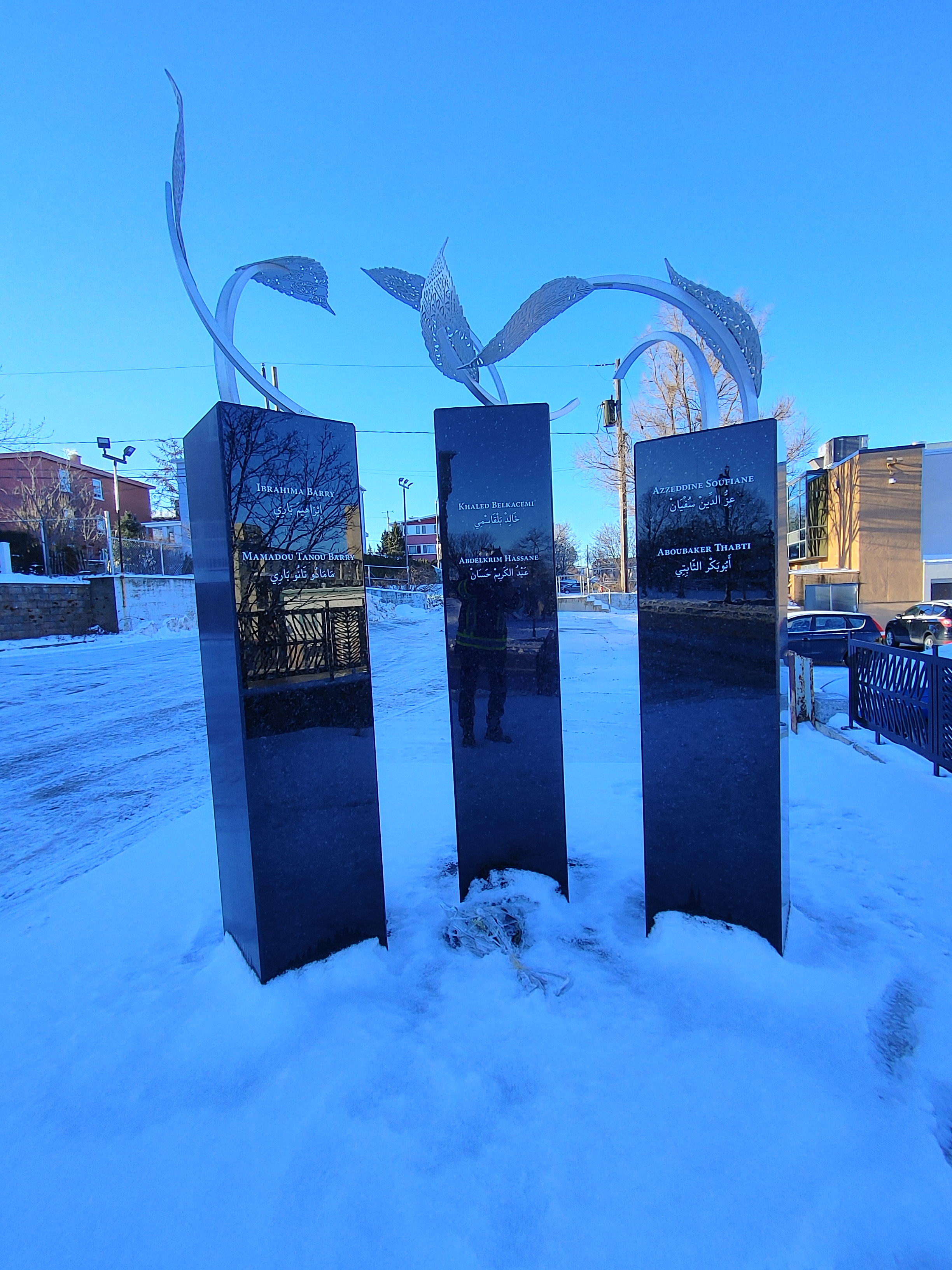
Tributo às vítimas do Ataque em Quebec de 2017

Em 2015, a polícia em todo o país registrou 159 crimes de ódio contra muçulmanos, um aumento de 45 em 2012, um aumento de 253%.
A islamofobia se manifestou como vandalismo em mesquitas, assassinatos e agressões físicas a muçulmanos, incluindo violência contra mulheres muçulmanas que usam o hijab ou niqab. Em janeiro de 2017, seis muçulmanos foram mortos em um tiroteio em um ataque a uma mesquita em Quebec. O número de incidentes islamofóbicos aumentou significativamente nos últimos dois anos. A mídia canadense teve um papel misto em sua cobertura da islamofobia e é acusada de minimizar os crimes ao informar o público canadense. O sistema de educação pública do Canadá também foi examinado por seu papel como palco para múltiplos incidentes islamofóbicos contra crianças, bem como a propagação positiva de atitudes islamofóbicas entre os jovens.

### Projeto de Lei 62: Proibição doniqabem serviços públicos
Após a Carta dos Valores de Quebec em 2013, várias mulheres muçulmanas foram atacadas. Em 17 de setembro, uma adolescente muçulmana de 17 anos foi atacada em St. Catharines, com socos em seu rosto que a deixaram ensanguentada. Em novembro, uma mulher usando um hijab em Montreal foi agredida por dois homens; um cuspiu nela enquanto o outro removeu seu véu.
Em outubro de 2017, a Assembleia Nacional de Quebec aprovou a Lei 62, que estipula que indivíduos não podem receber serviços públicos com os rostos cobertos. A lei efetivamente proíbe o uso do niqab e da burca em espaços públicos, o que gerou controvérsia e debates sobre liberdade religiosa e o secularismo da sociedade quebequense.
Em setembro de 2015, uma mulher grávida usando hijab foi atacada por adolescentes em Toronto enquanto tentavam remover seu véu. O assalto fez com que ela caísse e, posteriormente, sofresse um aborto. Em resposta a isso, a Assembleia Nacional de Quebec aprovou por unanimidade uma resolução contra a islamofobia.
Em janeiro de 2017, um homem armado abriu fogo contra fiéis no Centro Cultural Islâmico em Quebec, matando 6 e ferindo outros 19. Relatórios da mídia indicaram que o atacante era um estudante universitário branco com inclinações nacionalistas e anti-muçulmanas. Muitos, tanto muçulmanos quanto não muçulmanos, atribuíram o ataque ao aumento da retórica islamofóbica no Canadá.
Estatísticas sugerem que a islamofobia e ataques raciais contra esses grupos são particularmente prevalentes em Quebec. Uma pesquisa de Angus Reid em 2009 descobriu que 68% dos entrevistados de Quebec tinham uma visão desfavorável do Islã. Esse número aumentou ligeiramente para 69% em 2013. No entanto, a mesma pesquisa mostrou que o aumento das atitudes islamofóbicas no restante do Canadá foi maior do que em Quebec, subindo de 46% em 2009 para 54% em 2013.
As implicações da Lei 62 não afetaram apenas os residentes de Quebec como um todo, mas também pintaram um quadro contraditório do Canadá. Frequentemente visto como uma nação "multicultural", a promulgação da Lei 62 deixou os canadenses questionando esse termo. Um cidadão canadense comentou: "Assim como toda mulher tem o direito de se desvelar, uma mulher ao lado dela tem o direito de se cobrir... Se o governo vai infringir nossos direitos básicos, não quero fazer parte disso."

### Lei 21: Proibição de Símbolos Religiosos
A Lei 21 é uma lei provincial em Quebec, Canadá, aprovada em junho de 2019, que proíbe certos funcionários do setor público de usar símbolos religiosos, como o hijab, yarmulkes e turbantes sikhs, durante o desempenho de suas funções. A legislação tornou-se um ponto significativo de debate em Quebec, com muitos vendo-a como uma violação da liberdade religiosa, enquanto outros a veem como uma medida para manter o secularismo (laicidade) na província. Em uma decisão emitida em abril de 2021, o Tribunal Superior de Quebec determinou que partes da Lei 21 violam a constituição do Canadá, especificamente a Carta Canadense de Direitos e Liberdades. A legislação foi considerada em violação à Seção 23, que garante direitos educacionais para minorias, e à Seção 3, que define o direito de servir na legislatura provincial. Apesar desta decisão, a maior parte da Lei 21 permaneceu em vigor, graças à inclusão de uma cláusula de não obstante.

## Racismo Anti-Negro

### Escravidão

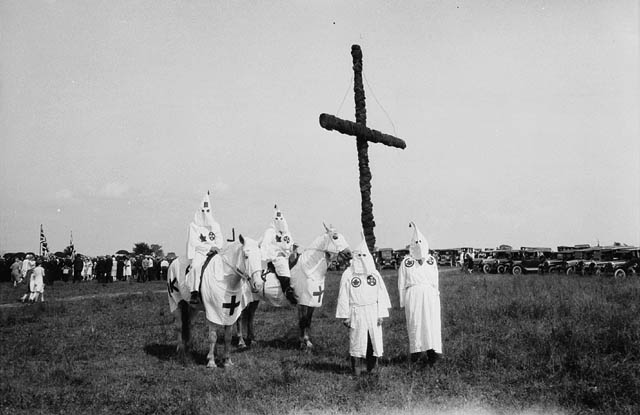
Membros do Ku Klux Klan no Canadá, erguendo uma cruz em 1927

A colônia de Nova França foi fundada no início do século XVII e representa o primeiro assentamento colonial europeu significativo no que é agora o Canadá. A escravidão era uma prática comum no território. A escravidão em Quebec é uma faceta menos conhecida da história desta província canadense. Embora a maioria das pessoas em Quebec não esteja familiarizada com essa história, os registros indicam que entre 1629 e 1833, havia 4.185 escravos no território. A cidade de Quebec, em particular, destacou-se como o principal centro dessa atividade, onde muitos escravos serviam famílias ricas e prestigiadas. Ao contrário de outras colônias na América, onde a escravidão estava intrinsecamente ligada à economia agrária (como plantações de tabaco, algodão e cana-de-açúcar), em Quebec, a posse de escravos era mais um símbolo de status social do que uma necessidade econômica. Nota-se que os escravos negros eram valorizados significativamente mais do que os escravos nativos devido à sua percebida raridade e robustez.
Desde os primórdios da Nova França até sua conquista pelos britânicos entre 1758 e 1760, os registros indicam que aproximadamente 3.600 indivíduos escravizados viveram lá. A maioria desses escravos era indígena, frequentemente referidos como "Panis". No entanto, também estavam presentes escravos negros, resultado do comércio transatlântico de escravos. Em 1689, o rei Louis XIV autorizou a importação de escravos negros para Nova França a pedido do governo colonial. Vinte anos depois, em 1709, a Nova França promulgou leis legalizando explicitamente a escravidão, definindo escravos como propriedade e, portanto, sem direitos. Embora várias regulamentações tenham sido estabelecidas para regular a escravidão nas colônias francesas, o conjunto de regras conhecido como "Code Noir" destacou-se particularmente. Embora não esteja claro se o Code Noir foi formalmente aplicado na Nova França, ele influenciou fortemente os costumes e práticas da escravidão na colônia.
O Code Noir oferecia algumas proteções mínimas para indivíduos escravizados, como a obrigação dos proprietários de fornecer-lhes comida, abrigo e vestuário. No entanto, esse mesmo código também concedia aos proprietários de escravos o poder de infligir punições violentas, incluindo marcar com ferro quente, mutilar e até matá-los. Mesmo com as duras condições de vida, havia negros livres na Nova França. No entanto, eles viviam sob o risco constante de serem escravizados. Um exemplo disso ocorreu em 1732 quando o Governador Jonquierre escravizou um homem negro livre que havia chegado da Nova Inglaterra, justificando com a premissa de que "um homem negro é um escravo, onde quer que esteja".
Uma figura proeminente nesse contexto é Olivier Lejeune, reconhecido como o primeiro homem negro em Quebec. Escravizado desde os 8 anos, Lejeune foi educado na residência jesuíta em Seigneurie Notre-Dame-des-Anges na atual Limoilou. Originalmente nascido em Madagascar, seu nome foi dado por Paul Le Jeune, o jesuíta que o batizou. Essa prática de renomear escravos era comum, simbolizando uma perda de identidade e conexão com sua história e cultura africanas. Apesar da abolição oficial da escravidão no Império Britânico em 1833, ainda existe um reconhecimento atrasado e limitado dessa história na cultura quebequense. Indivíduos como Ndiaye trabalharam para lançar luz sobre essa parte sombria da história de Quebec, com o objetivo de educar o público através de meios como música e passeios históricos. Sua iniciativa "Qc. History X" é um esforço para revelar esses aspectos "desconhecidos" da história quebequense.
Os descendentes de escravos negros de Nova França e Baixo Canadá são canadenses de língua francesa que parecem brancos (conhecidos como "passando por brancos"). Seus sobrenomes incluem Carbonneau, Charest, Johnson, Lafleur, Lemire, Lepage, Marois, Paradis, etc.

### Sistema de Saúde
Eding Mvilongo tem uma carreira de 12 anos na área de anestesiologia, mas durante a maior parte desse período - mais de uma década - ela não trabalhou ao lado de colegas negros. Essa observação ecoa as descobertas de um relatório recente submetido à ONU, destacando o racismo anti-negro em Quebec. Este documento investigativo é um segmento da revisão periódica universal do Canadá, um processo que examina a adesão de um país aos padrões de direitos humanos.
Mvilongo, que atua em estabelecimentos de saúde em Laval, observa uma notória escassez de profissionais negros ocupando cargos de liderança. Essa notável disparidade pode gerar ceticismo em relação ao sistema de saúde. "Cursos acadêmicos e seminários online podem transmitir conhecimento, mas a verdadeira compreensão surge das experiências diretas dessas realidades", comentou.
Em 2020, as descobertas da Agência de Saúde Pública do Canadá destacaram o crescente consenso de que "o racismo é um fator influente que impulsiona resultados de saúde desiguais entre canadenses racializados". A escassez ou a ausência total de líderes negros em papéis vitais serve como um testemunho disso, como evidente em níveis institucionais e sociais.
Uma recente pesquisa, realizada em parceria com a clínica de advocacia de direitos humanos da UQAM (Universidade de Quebec em Montreal), sugere que o cerne da questão é a hesitação de Quebec em reconhecer a presença do racismo sistêmico. O pesquisador Ricardo Lamour postulou: "A relutância em admitir o problema inerentemente dificulta a geração de soluções viáveis".
Este relatório investigativo lista 31 etapas consultivas abrangendo os domínios de saúde, segurança e migração. No contexto dos imigrantes negros, o estudo revelou insights preocupantes: "Funcionários dentro do sistema de imigração canadense expressaram preocupações sobre a prevalência de noções e estereótipos racistas arraigados, retratando indivíduos como 'desonestos ou não confiáveis'". Esses funcionários enfatizam que tais preconceitos arraigados podem "influenciar as avaliações de casos". Lamour destacou: "Tais noções preconcebidas podem contaminar todo o processo de avaliação de imigração para um indivíduo".
Além disso, foi destacado que esses estereótipos também podem afetar aqueles que buscam vistos de estudante. A ativista de imigração Rivka Augenfeld apontou que os algoritmos que decidem quem recebe um visto são tendenciosos. "Acaba havendo discriminação embutida no programa, então não é nem uma pessoa decidindo que alguém da África deveria ser negado um visto de estudante", disse ela.
Augenfeld, Lamour e outros esperam que a situação do Quebec seja um tema central na revisão dos direitos humanos do Canadá em novembro.

### Sistema de  justiça

#### Mulher acusada de jogar água fervente em menino de 10 anos é libertada sob fiança
Em 2 de outubro de 2024, um menino de 10 anos sofreu queimaduras de segundo grau no rosto e na parte superior do corpo depois que água fervente foi jogada sobre ele da varanda de uma vizinha em Longueuil, Quebec. A mulher acusada, Stéphanie Borel, de 46 anos, foi presa no mesmo dia após ser interrogada pela polícia, mas foi libertada pouco depois, gerando indignação pública. Um grupo de defesa acusou as autoridades de terem sido brandas com a suspeita, destacando que a vítima era uma criança negra. Dias depois, a Direção de Processos Penais de Quebec (DPCP) emitiu um mandado de prisão com base em novas provas, e Borel foi formalmente acusada de agressão agravada em 11 de outubro, permanecendo detida até sua audiência judicial em 15 de fevereiro de 2025. Durante a audiência, foi constatado que atrasos e falhas no sistema judicial contribuíram para a concessão de sua liberdade sob fiança, apesar da oposição da promotoria. A promotora Gabriella St-Onge argumentou que as medidas sugeridas pela defesa não garantiam a segurança pública, mas o juiz Serge Delisle concluiu que as restrições impostas eram suficientes e que o incidente foi um ato isolado. Borel foi proibida de se aproximar da casa e da escola da vítima, bem como de uma testemunha cuja identidade está protegida por uma ordem judicial. A acusada afirmou que sua prisão resultou na perda de seu emprego como auxiliar de enfermagem e no cancelamento de seu contrato de aluguel. A defesa alegou que Borel estava fervendo água para desobstruir canos em sua residência quando o ocorrido aconteceu. A família do menino relatou à imprensa que ele voltava da escola com amigos quando passou pelo gramado da acusada e que apenas ele foi atingido pela água fervente. O pai da criança afirmou que o filho às vezes batia na porta da vizinha e saía correndo, mas que nunca imaginou que alguém reagiria jogando água quente. O caso retornará ao tribunal em 23 de janeiro de 2025, quando será decidido se Borel se declarará culpada.

### Morte de Anthony Griffin
Por volta das 6h30 da manhã, um motorista de táxi chama o Serviço de Polícia da Comunidade Urbana de Montreal porque seu passageiro, Anthony Griffin, um anglófono negro de 19 anos de ascendência jamaicana, originário de Sainte-Dorothée, não pagou a tarifa de $27. Os oficiais Allan Gosset e Kimberley Campbell foram enviados para o local. Após uma verificação computadorizada, Allan Gosset descobre que Anthony Griffin tem um mandado de prisão por arrombamento. Os oficiais o detêm, revistam-no, e o levam à 15ª delegacia, sem algemá-lo. No estacionamento da delegacia, Allan Gosset abre a porta do carro e Anthony Griffin corre. Allan Gosset ordena que ele pare. Anthony Griffin para a seis ou sete metros do oficial. Allan Gosset ordena que Anthony Griffin vire. Quando ele o faz, Allan Gosset atira na parte direita de sua testa, matando-o.
Roland Bourget, diretor do Serviço de Polícia da Comunidade Urbana de Montreal, imediatamente suspendeu Allan Gosset, 38 anos, com 16 anos de serviço. Um júri absolveu Allan Gosset em 11 de maio de 1988. Esta decisão gerou uma série de protestos contra a brutalidade policial e o racismo. A comunidade negra em Montreal foi profundamente afetada por este evento.

### 1982-1984: Discriminação na Indústria de Táxis de Montreal
Duas ondas de imigração haitiana marcaram a história do Québec. A primeira, entre 1968 e 1972, trouxe principalmente profissionais e acadêmicos fugindo da ditadura Duvalier. Seu treinamento e habilidades atendiam às necessidades do Québec em áreas como educação e saúde. No entanto, muitos desses imigrantes enfrentaram discriminação e não conseguiram encontrar empregos em suas áreas de especialização.
A segunda onda de imigração, de 1980 a 1981, foi composta principalmente de refugiados fugindo da ditadura Duvalier e de crises políticas e econômicas no Haiti. Muitos deles, assim como outros imigrantes, encontraram emprego na indústria de táxis de Montreal.
O setor de táxis em Montreal, no início dos anos 1980, tornou-se um terreno fértil para a discriminação racial. Motoristas haitianos frequentemente relataram ser alvo de insultos racistas por parte dos passageiros, assim como de discriminação por parte de seus colegas de trabalho. Um estudo de 1983, realizado pelo professor Charles Taylor, confirmou a existência de discriminação racial sistemática na indústria de táxis de Montreal.

#### Protestos e Solidariedade
Em 16 de julho de 1982, a Comissão de Direitos Humanos (CDPQ, em francês) decidiu independentemente conduzir uma investigação pública e geral sobre a indústria de táxis em Montreal devido a numerosas acusações de discriminação racial envolvendo vários atores do setor. Essa decisão foi influenciada, entre outros fatores, por profundas repercussões no Caribe de língua inglesa e pela expulsão de alguns estudantes do Canadá.
Em junho e julho de 1983, as ruas de Montreal estavam repletas de manifestantes, a maioria deles taxistas de origem haitiana, expressando seu descontentamento. Eles seguravam faixas em frente ao tribunal com mensagens direcionadas aos governos e à comunidade, como "Olá! Ottawa Québec Montreal. Assumam suas responsabilidades" e "Queremos ser fortes e livres em Québec". A principal razão para os protestos foi denunciar o racismo e a discriminação na indústria de táxis de Montreal, em meio a uma crise econômica que também afetou o setor de táxis.
O relatório final, apresentado no outono de 1984, tratou de conclusões sobre discriminação direta individual e sistêmica e propôs recomendações para abordar essas questões. Também forneceu uma análise detalhada do quadro legislativo, regulamentar e administrativo que rege a indústria de táxis de Montreal e examinou as operações de entidades governamentais relacionadas, propondo soluções legislativas e regulamentares.
A investigação revelou que o racismo nesta indústria era usado como uma ferramenta competitiva injusta e que, neste contexto, indicava problemas estruturais afetando a indústria muito antes da chegada significativa de motoristas negros, principalmente de origem haitiana. Esse racismo, intensificado pela cor da pele, era apenas um aspecto de um problema maior. Como resultado da investigação, medidas governamentais significativas foram adotadas, levando a uma melhoria notável na indústria de táxis. Entre as ações destacadas estava um plano de recompra de licenças de táxi pelo governo. Graças a essas medidas, a situação de todos os trabalhadores do setor melhorou, não apenas dos motoristas negros. Esta investigação sublinhou a importância de abordar e combater o racismo em todas as áreas e a necessidade de regulamentação e ação governamental para garantir a justiça e a equidade.

### Desfile do Dia Nacional de Quebec de 2017
O Desfile do Dia Nacional de Quebec de 2017 gerou significativa controvérsia na mídia e nas redes sociais devido a uma apresentação que muitos espectadores perceberam como racista. Durante o evento, um vídeo, que rapidamente se tornou viral, mostrou um carro alegórico sendo puxado por adolescentes negros enquanto um grupo de mulheres brancas dançava ao redor deles. O Dia Nacional de Quebec é um evento anual que celebra a diversidade e integração na sociedade multicultural de Quebec. No entanto, este desfile em particular chamou a atenção negativamente, principalmente devido às imagens contrastantes que alguns interpretaram como remanescentes de tempos historicamente opressivos.
A controvérsia começou quando Félix Brouillet, um cidadão canadense, carregou o vídeo no Facebook com o comentário: "Duvido que os organizadores do desfile tenham entendido o conceito de diversidade" ("Não tenho certeza de que os organizadores do desfile compreenderam o conceito de diversidade"). Em menos de 24 horas, o vídeo havia sido visto por mais de um milhão de pessoas, desencadeando inúmeras críticas e debates online sob a hashtag #villeneuvegate. A organização do evento respondeu às críticas, descrevendo-as como "desproporcionais". Maxime Laporte, presidente do comitê, em uma entrevista à Radio-Canada, defendeu a diversidade do desfile e pediu calma. Ela explicou: "Temos pessoas de todas as origens: da Ásia, África, de todos os lugares do mundo, que agora são de Quebec e participaram do desfile." Ela também mencionou que o incidente foi apenas "uma coincidência".
Por sua vez, Sterve Lubin, o treinador dos adolescentes que puxavam o carro alegórico e que pertencem ao instituto Louis-Joseph-Papineau, minimizou a situação em uma entrevista à CBC News. Lubin afirmou: "Foi um prazer para nós participar. É uma pena que as pessoas se concentrem mais na cor do que nos participantes." O incidente destacou as tensões e questões em torno da representação racial e cultural em eventos públicos. Como resultado da controvérsia, organizações de eventos em Quebec e em outras partes do Canadá foram chamadas a ser mais conscientes e consideradas em relação à diversidade e representação cultural em suas atividades.

## Racismo Latino

### Trabalhadores Agrícolas

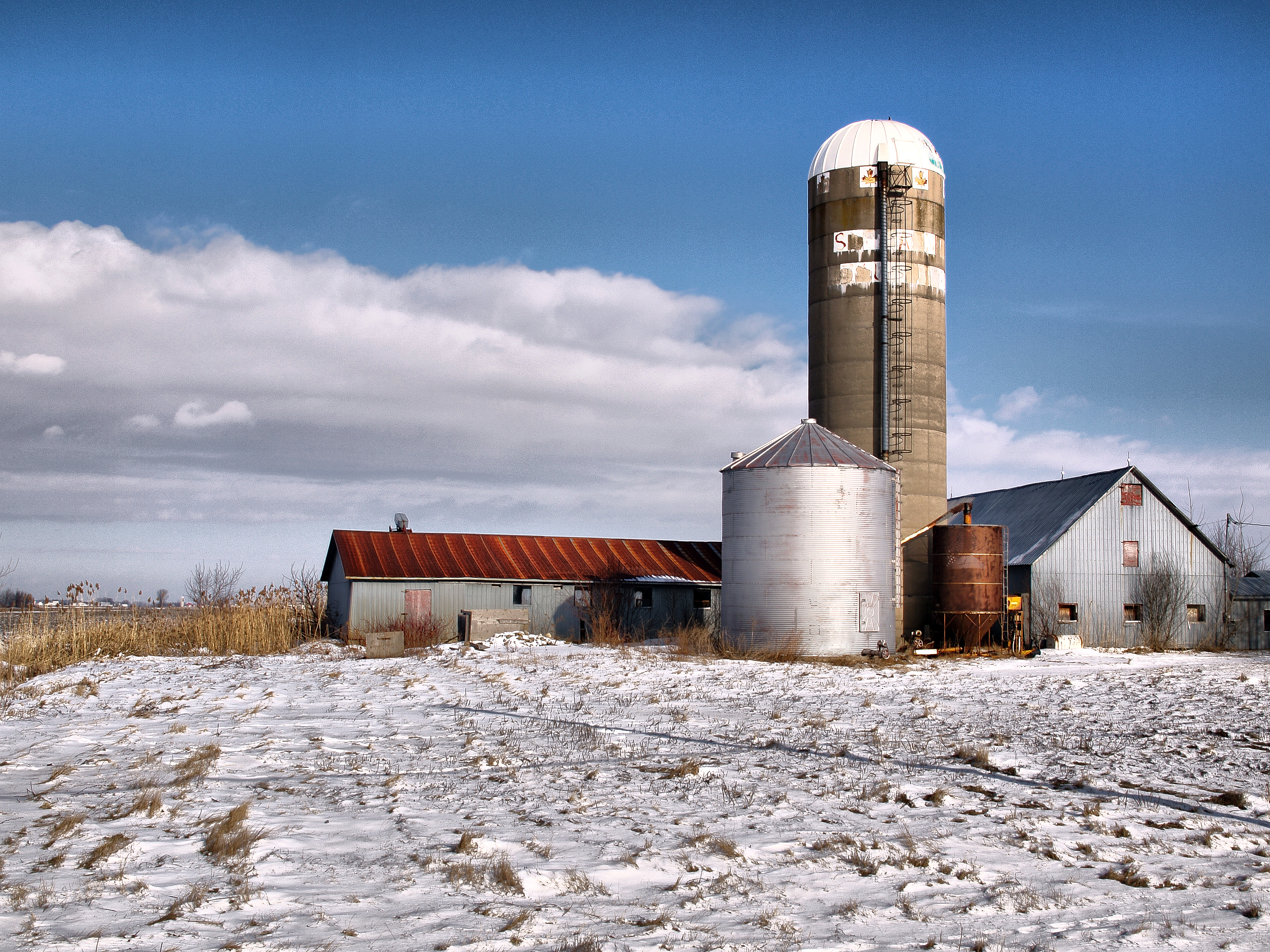
Fazenda em Saint-Damase, Montérégie (Québec)

A representação dos trabalhadores agrícolas na sociedade do Quebec evoluiu de diversas maneiras ao longo do tempo, muitas delas impregnadas de preconceitos e estereótipos que não refletem a realidade e complexidade destes trabalhadores. Desde a chegada de trabalhadores temporários, especialmente de origem latino-americana, ao Quebec, observaram-se atitudes discriminatórias e rejeitadoras por parte de alguns setores da população, frequentemente baseadas em preconceitos raciais e culturais. Estas atitudes manifestaram-se de diversas maneiras, desde comentários depreciativos no dia-a-dia até decisões laborais e políticas que marginalizavam estes trabalhadores. No entanto, a necessidade destes trabalhadores na indústria agrícola era inegável, visto que o seu árduo trabalho permitiu o florescimento da agro-indústria do Quebec.
Inicialmente, a agricultura foi o pilar fundamental da economia em Saint-Rémi. Embora a manufatura tenha ganhado terreno recentemente, a agricultura permanece essencial para a identidade e organização social da região. Durante os anos 80, iniciou-se a prática de contratar trabalhadores de diferentes origens étnicas, especialmente não-quebequenses, para trabalhar nas fazendas durante o verão. A natureza temporária destes trabalhos e a curta estadia destes trabalhadores não causaram grandes conflitos naquela época. No entanto, com a chegada de trabalhadores mexicanos sob programas como PTAT e TFWP, a duração da sua estadia começou a aumentar, tornando-os mais visíveis na comunidade.
Em Saint-Rémi, a dualidade destas representações é evidente. Por um lado, os trabalhadores são vistos como indispensáveis, eficientes e dispostos a realizar tarefas que muitos quebequenses não têm interesse em fazer; por outro lado, sua identidade e cultura são frequentemente reduzidas a estereótipos simplistas, e eles são tratados como "outros," estranhos à comunidade. Esta situação de "necessários, mas não pertencentes" perpetuou um ciclo de racismo estrutural em que, embora os trabalhadores sejam essenciais para a economia, sua humanidade e direitos são constantemente ameaçados e não plenamente reconhecidos. Além disso, a representação econômica frequentemente dada a estes trabalhadores ignora suas condições de vida e trabalho, separações familiares, barreiras linguísticas e culturais e desafios de integração em uma sociedade que frequentemente os vê como temporários, apesar de sua contribuição a longo prazo.
A crescente visibilidade dos migrantes na comunidade levou alguns moradores locais a usar termos como "invasão" ou "ocupação", especialmente em relação ao uso de espaços públicos, como supermercados e serviços bancários. Estas percepções estão enraizadas em um sentimento de alteridade, pois os migrantes são vistos como "estranhos" ou "estrangeiros" devido às diferenças culturais, linguísticas e étnicas. Adicionalmente, há uma crença generalizada entre alguns locais de que esses migrantes "roubam" empregos, embora tenham sido trazidos por grandes agricultores para preencher vagas que não estavam sendo ocupadas pelos moradores locais.

### Exploração de Trabalhadores Estrangeiros por Newrest e Trésor
Em outubro de 2023, surgiu uma controvérsia legal no Quebec relacionada à exploração de trabalhadores estrangeiros. Uma proposta de ação coletiva alegou que a Newrest, uma fornecedora internacional de alimentos para companhias aéreas, e a Trésor, uma empresa de recrutamento sediada em Laval, haviam enganado trabalhadores estrangeiros, atraindo-os para o Canadá com falsas promessas de emprego. Segundo o Centro de Trabalhadores Imigrantes de Montreal, que solicitou autorização para apresentar a ação, mais de 400 indivíduos foram falsamente prometidos vistos de trabalho e empregos legais no Canadá desde 2021. Em vez disso, foram incentivados a trabalhar ilegalmente. A ação sugere que estes trabalhadores foram tratados de forma degradante, sujeitos a controle, descartabilidade e exploração.
A acusação alega que a Trésor recrutou trabalhadores principalmente de países de língua espanhola, sugerindo a alguns que viajassem para o Canadá como visitantes e trabalhassem durante um "período de teste" sem uma permissão de trabalho válida. A maioria destes trabalhadores supostamente nunca recebeu tais permissões. Muitos dos trabalhadores recrutados foram encontrados nas instalações de produção da Newrest, preparando comida para voos partindo do Aeroporto Internacional Montreal-Trudeau.
Benoît Scowen, do Centro de Trabalhadores Imigrantes, destacou a vulnerabilidade e a violação dos direitos humanos destes trabalhadores. Jean Boulet, Ministro do Trabalho de Quebec, expressou preocupação e notou que se as alegações fossem verdadeiras, seriam inaceitáveis. Entretanto, Guillermo Montiel, presidente da Trésor, expressou sua surpresa diante das alegações. Newrest garantiu que cumpriam as leis canadenses e de Quebec e se comprometeram a investigar as reivindicações. Até a última atualização, a ação judicial ainda não havia sido aprovada por um juiz. O objetivo é obter compensações não especificadas das empresas envolvidas. A situação destaca as questões trabalhistas e de imigração no contexto canadense, com uma resolução esperada nos próximos meses.

### Consulta sobre Discriminação e Racismo Latino
A Consulta sobre discriminação sistêmica e racismo em Quebec foi uma iniciativa proposta pelo Partido Liberal de Quebec em 2017. Este esforço, em grande parte impulsionado pela ala jovem do partido, procurou abordar e avaliar a situação da discriminação e do racismo na província francófona do Canadá. Quebec enfrentou desafios para representar adequadamente sua diversidade demográfica em várias instituições públicas. Os dados disponíveis na época revelaram lacunas significativas na representação na Assembleia Nacional de Quebec, corpos policiais e outras instituições provinciais e municipais.
A proposta de consulta não foi bem recebida por todos. Partidos como o Parti Québécois (PQ) e a Coalition Avenir Québec (CAQ) mostraram seu desacordo e pediram o cancelamento da consulta. Um dos argumentos apresentados por estes partidos foi que mencionar "discriminação sistêmica" e "racismo" no título da consulta poderia retratar os residentes de Quebec como racistas, mesmo que os dados estatísticos confirmem a existência de racismo sistêmico na região. Apesar da controvérsia e intervenções políticas, a consulta parecia oferecer uma chance de abordar e buscar soluções para essas questões. No entanto, o Conselho de Ministros de Quebec decidiu retirar o mandato para conduzir a consulta da Comissão de Direitos Humanos e Direitos da Juventude (CDPDJ). Como resultado, o nome da consulta foi alterado para "Fórum sobre a valorização da diversidade e a luta contra a discriminação".

### Montréal-Nord e o Perfilamento Racial de 2008
Em 10 de agosto de 2008, dois policiais da província de Quebec identificaram um grupo de jovens jogando dados no estacionamento de um parque. Entre eles estava Dany, irmão de Fredy Villanueva. Quando a polícia tentou deter Dany, outros jovens intervieram. Como resultado, um dos oficiais atirou em três deles, resultando na morte de Fredy e ferindo os outros dois jovens. Essa tragédia desencadeou distúrbios em Montréal-Nord na noite de 10 a 11 de agosto de 2008. A notícia se espalhou rapidamente, gerando inquietação e chamados para protestos contra o que muitos consideravam "brutalidade policial" sistemática. As tensões culminaram em protestos e confrontos entre jovens do bairro e a polícia. Peter George-Louis, advogado da família Villanueva, afirmou que as estatísticas e o perfilamento racial deram contexto ao levante de agosto de 2008 e destacou a necessidade de abordar essas questões para evitar futuros conflitos.
Montréal-Nord presenciou um aumento significativo no perfilamento racial em 2008, particularmente em relação à comunidade negra, cujos efeitos impactaram profundamente as relações entre cidadãos e forças de segurança. O evento serve como um lembrete da necessidade urgente de compreensão, diálogo e mudança nas estruturas institucionais e policiais da província.
Dr. Charest, autor do estudo, observou que a maioria desse aumento nas abordagens ocorreu nos meses que antecederam os distúrbios. Além disso, ele apontou que em Montréal-Nord, o perfilamento racial em relação à comunidade negra cresceu 126% entre 2001 e 2007. Uma atualização do estudo, datada de 30 de agosto, revelou que em dois de três abordagens envolvendo indivíduos negros, os motivos eram fracos ou vagos, como "investigação de rotina" ou "pessoa de interesse", levando a percepções de perfilamento étnico e gerando descontentamento.

#### Repercussões
O impacto deste incidente não se limitou à violência inicial. Diversas manifestações foram organizadas exigindo justiça para Fredy e questionando as práticas policiais. Em maio de 2009, foi iniciada uma investigação pública para apurar as circunstâncias da morte de Villanueva. No entanto, esta investigação foi interrompida em 2011 devido a debates jurídicos e retomada em 2013. Apesar dos esforços investigativos, o Conselho Municipal de Montreal e o Sindicato da Polícia de Montreal foram acusados de obstruir o processo investigativo. Em 17 de dezembro de 2013, o relatório resultante foi publicado com recomendações específicas para a polícia e outras entidades. Apesar destas recomendações, Montréal-Nord permaneceu marcado pela dor e raiva, revelando as tensões subjacentes entre a comunidade e a polícia.
Brunilda Reyes, diretora da organização de assistência alimentar Les Fourchettes de l’espoir, indicou que a morte de Villanueva refletiu o descontentamento latente no bairro, marcado por carências e falta de oportunidades. Inés Melara, uma residente da área, enfatizou as persistentes desigualdades em Montreal-Nord e como, 15 anos depois, dinâmicas semelhantes que levaram ao evento trágico ainda podem ser observadas.

### Preconceito contra Brasileiros
No início do século XXI, muitos brasileiros escolheram se estabelecer na província de Quebec, Canadá. A maioria desses imigrantes chegou à região com status de imigrante qualificado, esperando utilizar suas habilidades e formação profissional para uma melhor qualidade de vida. No entanto, durante os primeiros anos após sua chegada, um significativo grupo enfrentou diversos desafios.
Em 2007, um estudo exploratório baseado em depoimentos de brasileiros vivendo em Quebec desde 2000 revelou que a inserção no mercado de trabalho não foi homogênea em diferentes áreas de especialização. Enquanto profissionais das ciências exatas encontraram oportunidades de emprego mais facilmente, aqueles ligados ao setor de saúde, apesar de cumprirem todos os requisitos e procedimentos legais exigidos pelo Ministério da Educação e Lazer de Quebec para a validação de seus estudos, enfrentaram desemprego. Por outro lado, profissionais das humanidades sentiram que foram marginalizados do mercado de trabalho para o qual se prepararam no Brasil, expressando decepção por não encontrar oportunidades de trabalho e salários alinhados com suas expectativas. A convivência diária entre brasileiros e quebequenses desencadeou um complexo processo de categorização mútua. Por um lado, alguns quebequenses demonstram resistência em relação aos brasileiros baseada em preconceitos culturais, mas, ao mesmo tempo, sentem afinidade devido à herança latina compartilhada e à história de suas respectivas línguas. No entanto, alguns brasileiros, ao perceberem certas atitudes de rejeição, desenvolvem uma percepção dos quebequenses como provincianos e subordinados ao legado colonial inglês. Esta dualidade nas percepções e atitudes é magnificada no contexto linguístico de Quebec, onde a relação entre brasileiros e francófonos e anglofones varia, oscilando entre superação e retração.

### O Caso de Kate Moya
Kate Moya é uma comediante venezuelana-quebequense que ganhou notoriedade nas redes sociais por seus vídeos e comentários humorísticos sobre a vida em Quebec. No entanto, sua trajetória digital não foi isenta de problemas, especialmente relacionados ao racismo. Nascida de pais venezuelanos que migraram para Quebec em 1992, Moya viveu quase toda a sua vida no Canadá. Embora tenha crescido em um ambiente bilíngue e se considere venezuelana e latina, sua pronúncia em francês reflete sua vida em Quebec. Embora a maioria das reações aos seus vídeos seja positiva, sua crescente trajetória nas redes sociais trouxe uma série de comentários negativos e racistas.
Moya mencionou em várias ocasiões que, embora tenha se sentido aceita em Quebec durante a maior parte de sua vida, foi através das redes sociais que enfrentou diretamente o racismo. Comentários negativos muitas vezes se concentram em sua origem e sotaque, com alguns usuários a instigando a "voltar para o seu país" ou "parar de falar francês" devido ao seu sotaque. Esta reação, acredita Moya, reflete um problema inerente na sociedade quebequense: a dificuldade que alguns indivíduos têm em aceitar o multiculturalismo e a diversidade.
Em uma entrevista à Radio-Canada, Moya expressou sua determinação em combater esses estereótipos através do humor, acreditando que o riso pode ser uma ferramenta de mudança. Por meio de seu conteúdo, ela não apenas oferece um olhar humorístico sobre a vida cotidiana em Quebec, mas também busca criar espaços para o diálogo sobre a diversidade que caracteriza a província.

## Sistema de Imigração

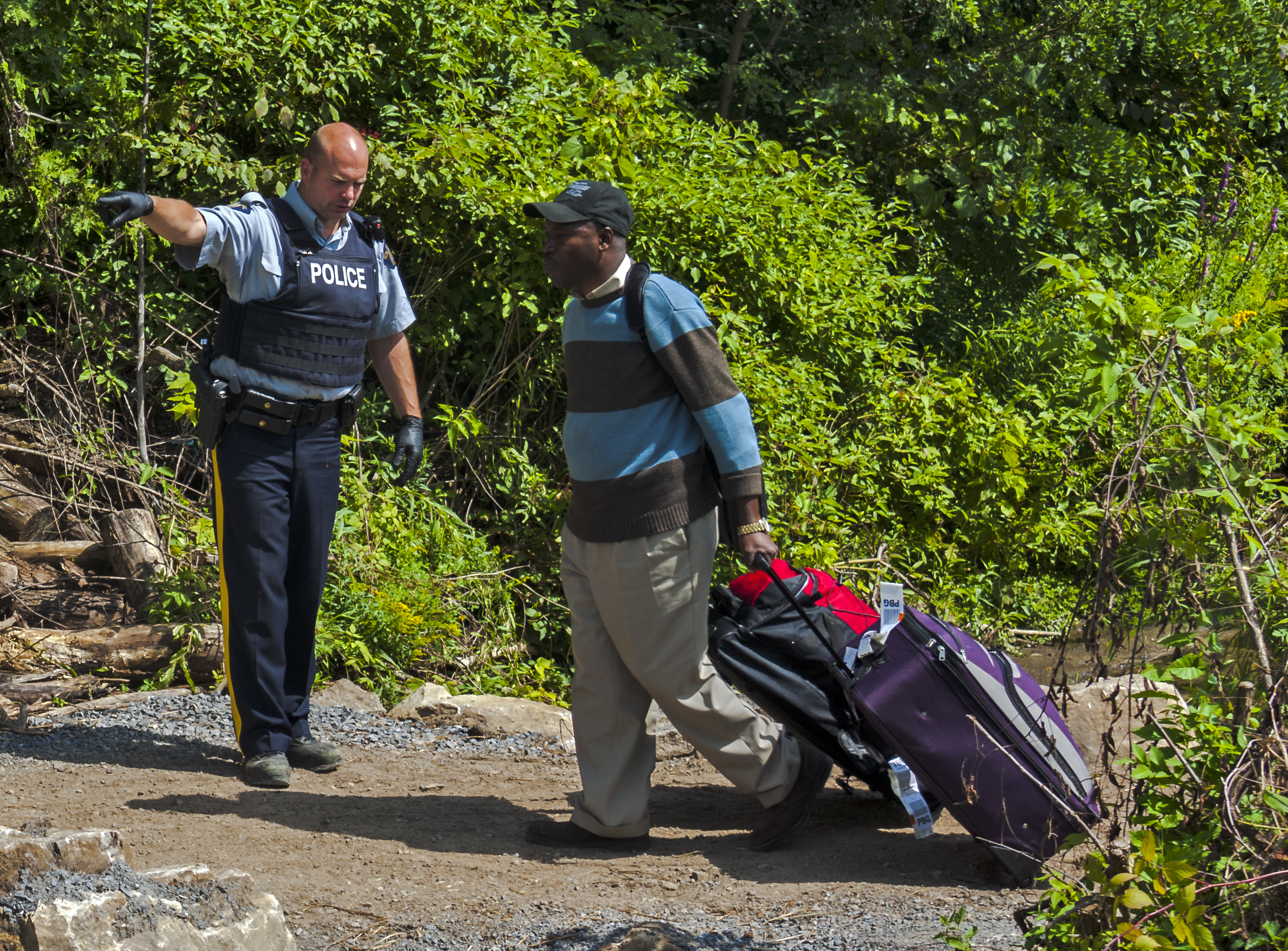
Solicitante de asilo entrando em Quebec via Champlain

Themrise Khan, profissional independente de pesquisa, destaca o racismo endêmico na sociedade canadense. Ela argumenta que se esse problema não for abordado, ao mesmo tempo em que a imigração econômica é expandida, isso pode desencorajar os migrantes a virem ou permanecerem no Canadá. Há claros indicativos, tanto por parte do governo quanto da população canadense, a favor de aumentar as metas de imigração - com o objetivo de 1,5 milhão de residentes permanentes de 2023 a 2025, comparado a aproximadamente um milhão de 2020 a 2022 - e pesquisas mostram uma opinião pública cada vez mais favorável à imigração, mas os desafios persistem.
Khan ressalta que, apesar de haver sinais de uma atitude pró-imigrante e dos evidentes benefícios econômicos da imigração (como uma ferramenta para enfrentar a crônica escassez de mão-de-obra no Canadá), as implicações sociais da acolhida de novos imigrantes são frequentemente sublinhadas por racismo e discriminação contra "minorias visíveis". Khan cita ocorrências como "vigilância intensificada de certas populações imigrantes, escrutínio intenso de alguns de seus recursos financeiros e discriminação contra trabalhadores migrantes". Além dos incidentes de crimes de ódio contra membros de grupos imigrantes, Khan enfatiza que os imigrantes são vistos como "alvos numéricos" a serem alcançados em um prazo determinado, uma forma de subjugação dialética com consequências reais em como os recém-chegados são percebidos tanto por imigrantes quanto por canadenses.
O Immigration and Citizenship Canada (IRCC) já abordou o racismo no passado e propôs medidas antirracistas mais fortes em seus planos recentes. No entanto, estas estão limitadas à sua estratégia organizacional e não abordam o racismo endêmico na sociedade. A implementação do Projeto de Lei 96 levou a recomendações regressivas que representam uma forma de discriminação governamental em relação aos imigrantes.
Khan sugere mudanças substanciais:
Alterar a linguagem em torno da imigração no Canadá, vendo a imigração como um direito humano e não como um jogo de números.
Não ver a imigração apenas sob uma perspectiva econômica, reconhecendo que imigrantes, como canadenses, são indivíduos com realidades sociais.
Adotar uma filosofia antirracista nos serviços prestados aos imigrantes.
Garantir que os imigrantes não só recebam compensação econômica, mas também proteção social.
O Canadá oferece várias categorias e programas para aqueles que desejam entrar, seja temporariamente ou permanentemente. Abaixo está uma tabela que resume as principais categorias de entrada:
| Tipo de Entrada                                      | Descrição |
| ---------------------------------------------------- | --- |
| Entrada Temporária                                   | Milhões de pessoas de todo o mundo vêm ao Canadá para visitar, trabalhar ou estudar temporariamente.                                                                                   |
| Imigração Econômica                                  | Inclui programas como: Express Entry, Programa de Nomeação Provincial, Trabalhadores Qualificados selecionados pelo Quebec, Programa de Visto para Start-ups e Programa de Cuidadores. |
| Reunificação Familiar                                | Cidadãos canadenses e residentes permanentes podem patrocinar seus entes queridos, incluindo cônjuges, parceiros de união estável, filhos dependentes, pais e avós.                    |
| Reassentamento de Refugiados                         | Reassentamento de refugiados do exterior e um sistema de asilo no Canadá para indivíduos com um medo bem fundamentado de perseguição, tortura ou morte.                                |
| Estudantes Internacionais                            | Mais de 400.000 estudantes. Após a formatura, eles podem continuar trabalhando no Canadá e eventualmente solicitar imigração permanente.                                               |
| Trabalhadores Temporários                            | Inclui programas como o Programa de Trabalhadores Temporários Estrangeiros, Programa de Mobilidade Internacional e Experiência Internacional no Canadá.                                |
| Entrada Irregular                                    | Entradas irregulares no Canadá em um local que não seja um ponto de entrada, o que não garante permanência no país e pode resultar em procedimentos de detenção e deportação.          |
| Fonte: Ministério da Cidadania e Imigração do Canadá | |

### Sistema de Dois Níveis
O "sistema de imigração de dois níveis" refere-se à forma como as propostas de política de imigração da província de Quebec resultam em tratamento preferencial para imigrantes econômicos (aqueles selecionados com base em sua capacidade de contribuir para a economia, como trabalhadores qualificados) em detrimento de outras categorias, como aqueles que buscam reunificação familiar. Sob tal sistema:
Primeiro Nível: Imigrantes econômicos que seriam admitidos mais rapidamente devido à percepção de que eles preenchem uma lacuna imediata de mão de obra ou atendem às necessidades econômicas. Esses imigrantes podem ter acesso a mais recursos, um processo de inscrição mais rápido ou regras mais flexíveis.
Segundo Nível: Outros imigrantes, como aqueles que vêm por programas de reunificação familiar ou como refugiados. Estes imigrantes podem enfrentar tempos de espera mais longos, menos recursos ou critérios mais rigorosos.
O uso do termo "sistema de imigração de dois níveis" tem uma conotação negativa, sugerindo que é injusto ou discriminatório ao conceder tratamento preferencial a um grupo em detrimento de outro. A criação de tais sistemas pode levar a tensões políticas e sociais e é um tema de debate em muitas nações que lutam para equilibrar as necessidades econômicas com considerações humanitárias e familiares. Em um esforço para responder às demandas de mão de obra, Legault anunciou logo após sua eleição que Quebec aceitaria cerca de 12.000 imigrantes a menos em 2019, o que representa uma diminuição de quase 20% em comparação com os números do governo liberal anterior. Mais recentemente, ele solicitou ao governo federal mais flexibilidade para que Quebec possa aumentar o número de imigrantes econômicos que aceita, levando a uma redução proporcional nas admissões de outros tipos de imigrantes, especialmente aqueles que vêm através de programas de reunificação familiar e reassentamento.

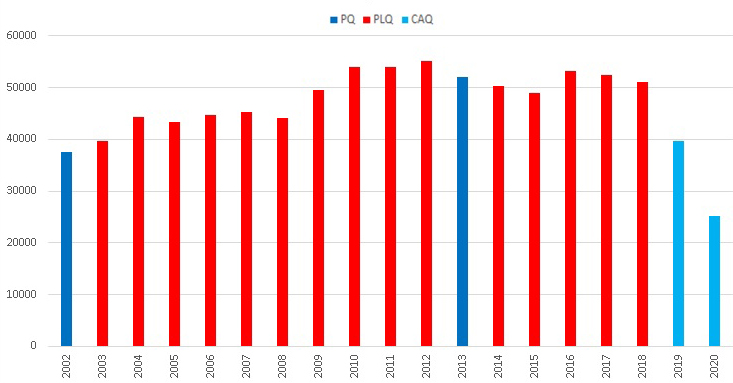
Número de imigrantes recebidos em Quebec pelo partido governante de 2002 a 2020

Enquanto essa nova abordagem beneficiaria as empresas ao fornecer-lhes o talento necessário, espera-se que prolongue os tempos de espera para aqueles que buscam a reunificação familiar. Atualmente, o tempo de espera em Quebec para processar um pedido de reunificação familiar é de cerca de 24 meses. Se a proporção de imigrantes econômicos subir para 65%, esse tempo aumenta para três anos, de acordo com fontes federais. Isso tem um efeito colateral não intencional, pois os imigrantes qualificados que Quebec escolhe podem optar por se mudar para outras províncias ou territórios do Canadá em vez de enfrentar longos períodos de separação de suas famílias.

### Permissões de Trabalho Fechadas
Um dos elementos mais notáveis e controversos deste sistema é a implementação de permissões de trabalho fechadas. Essas permissões vinculam trabalhadores estrangeiros a um empregador específico. A Associação em Defesa dos Direitos dos Trabalhadores Domésticos e Agrícolas (DTMF) destacou que tais permissões podem colocar os trabalhadores em uma situação vulnerável ao limitar sua capacidade de mudar de empregador. Essa vulnerabilidade foi confirmada por observações de órgãos internacionais. Por exemplo, o Relator Especial das Nações Unidas sobre Formas Contemporâneas de Escravidão expressou preocupações sobre como essas permissões podem expor os trabalhadores a abusos sem poder denunciá-los por medo de represálias, como deportação.
Além disso, no contexto dessas políticas, houve um aumento registrado no número de trabalhadores estrangeiros temporários em Quebec. Esta tendência alimentou debates sobre se a província busca a integração de longo prazo dos imigrantes ou favorece uma dinâmica de rotatividade de mão de obra. Grandes sindicatos, como a Confédération des syndicats nationaux (CSN) e a Fédération des travailleurs et travailleuses du Québec (FTQ), apoiaram iniciativas que buscam uma revisão e reforma dessas permissões. Essas organizações argumentam que, além dos direitos formais, os trabalhadores muitas vezes enfrentam ameaças e medos que limitam sua capacidade de agir em defesa de seus próprios interesses.

### Programa de Patrocínio
Uma situação que destacou as tensões nos sistemas de imigração do Canadá e potenciais alegações de discriminação envolve a experiência de Laurianne Lachapelle. Esta Quebequense aguardou mais de um ano pela chegada de seu marido, originalmente da Guatemala, ao Canadá, por meio de um programa de patrocínio. Devido aos longos tempos de espera, Laurianne considerou reconsiderar sua residência em Québec e enfrentou decisões pessoais extremamente difíceis, incluindo um aborto.
Lachapelle casou-se com um guatemalteco em janeiro de 2022. Em agosto do mesmo ano, ela submeteu uma solicitação como parte do programa para patrocinar um cônjuge ou parceiro que vive no exterior. Originalmente, o tempo estimado de espera era de 13 meses, mas um ano depois, este período dobrou, chegando a pelo menos 24 meses.

De acordo com dados fornecidos pelo Journal de Montréal em julho, cerca de 37.000 solicitações de patrocínio previamente aprovadas por Quebec estavam aguardando processamento. Isso contrasta com uma meta anual de admissão de cerca de 10.600 pessoas.

"Não é apenas uma questão de números, há seres humanos por trás e é de partir o coração. Existem momentos na vida que não podem ser compartilhados. Há mães que não podem vivenciar a infância de seus filhos e acho isso inaceitável."

Laurianne Lachapelle
 Diante do atraso e incerteza da chegada de seu marido, e após engravidar, Lachapelle tomou a dolorosa decisão de fazer um aborto. Ela explicou: "Não foi minha escolha porque se meu marido tivesse a chance de vir para Quebec, nossa família teria começado agora. Eu não conseguia imaginar passar por minha gravidez sozinha. Era algo que queríamos vivenciar juntos. Eu penso nisso todos os dias e dói. Foi uma escolha terrível que tive que fazer".

#### Reação do Governo
Christine Fréchette, Ministra da Imigração, Francização e Integração, respondeu às preocupações sobre os atrasos na imigração, destacando que uma comissão parlamentar estava em andamento sobre o assunto. No entanto, ela evitou referir-se a casos individuais e enfatizou a importância dos dados como um todo. A resposta do governo foi percebida por Lachapelle como carente de humanidade, sugerindo uma possível desconexão dos problemas reais enfrentados pelos indivíduos.

### Francização Forçada
A insegurança cultural tem sido uma constante no psicológico dos francófonos de herança franco-canadense. Esta insegurança, segundo Marco Micone em seu artigo "A Ira de um Imigrante" publicado em Le Devoir em 3 de março de 2017, origina-se em parte do status de minoria dos francófonos no Canadá e na América do Norte como um todo. Esta situação é agravada pelo fascínio que a língua inglesa exerce sobre muitos imigrantes. Ao longo da história, os quebequenses construíram uma narrativa na qual a língua francesa é "ameaçada", "cercada" e "doente". Essa narrativa tem sido usada tanto para mobilizar a comunidade quanto para sensibilizar. A percepção do francês como uma língua sitiada galvanizou ações e discursos em defesa da língua e cultura.
No entanto, alguns interpretam essa insegurança cultural e linguística como um sinal de xenofobia coletiva. Associar diretamente o sentimento de insegurança linguística dos quebequenses a um "discurso anti-imigrante" é uma afirmação ousada. Ao longo dos anos, a luta para preservar a língua francesa em Quebec tem andado de mãos dadas com os esforços para integrar os imigrantes a esta cultura.
Francização refere-se ao processo de tornar algo ou alguém francês em termos de cultura, língua, identidade, etc. Pode referir-se tanto ao processo de adaptar algo à cultura francesa quanto à assimilação de indivíduos ou comunidades à cultura francesa.

#### Projeto de Lei 101: Fortalecimento do Francês em detrimento das Minorias
Os direitos linguísticos têm sido um tema controverso na província canadense de Quebec há décadas. Há mais de 40 anos, em 1977, foi promulgado pelo governo de Quebec o Projeto de Lei 101, a Carta da Língua Francesa em Quebec.
O Projeto de Lei 101 ou Carta da Língua Francesa é uma lei promulgada em 1977 na província de Quebec, Canadá, com o principal objetivo de fortalecer o uso do francês como língua oficial e predominante na província. A lei tem sido objeto de múltiplos debates e críticas desde a sua implementação, devido às suas implicações na comunidade anglofônica e outras minorias linguísticas. Desde a rebelião de 1837, os francófonos no Canadá têm mantido uma posição em que o inglês tem sido dominante nas estruturas políticas e econômicas, especialmente em províncias como Ontário, New Brunswick e Manitoba. O Ato da União de 1840 e a criação da Confederação em 1867 levantaram preocupações sobre a preservação da língua e cultura francesas.
Na década de 1970, o governo de Quebec acreditava que a sobrevivência e crescimento da língua e cultura francesas exigiam intervenção legislativa. Assim, o Projeto de Lei 101 foi criado. A lei exige que as empresas em Quebec operem em francês e que toda sinalização externa seja predominantemente em francês. Além disso, os filhos de imigrantes eram obrigados a frequentar escolas francesas, a menos que seus pais tivessem sido educados em inglês no Canadá.

##### Implicações
Um dos componentes mais controversos do Projeto de Lei 101 é a restrição à educação em inglês. Por esta lei, os imigrantes e a maioria dos francófonos devem receber educação primária e secundária em francês. Esta disposição recebeu críticas pelos seus potenciais efeitos nas comunidades anglofônicas e outras minorias linguísticas em Quebec. Uma análise subsequente sugere que, embora o Projeto de Lei 101 tenha conseguido fortalecer o uso do francês na província, ele tem suscitado preocupações sobre seu impacto nas comunidades não francófonas, particularmente em áreas metropolitanas como Montreal.
Desde a implementação do Projeto de Lei 101, houve um declínio no número de escolas anglofônicas em Quebec e um êxodo de falantes de inglês para outras províncias ou os Estados Unidos. Apesar da presença predominante de francófonos, Quebec tem sido historicamente diverso em termos de cultura e língua. A província tem sido lar de comunidades como povos indígenas, anglofônicos, judeus, afro-caribenhos, entre outros, que têm contribuído significativamente em várias áreas.
O governo federal do Canadá tomou recentemente medidas para fortalecer os direitos linguísticos dos francófonos em todo o Canadá. No entanto, essas medidas levantaram preocupações sobre se os direitos das comunidades anglofônicas e outras minorias em Quebec estão sendo garantidos de forma equitativa.

#### Projeto de Lei 96: Proteção Linguística
O principal objetivo desta lei linguística de Quebec era estabelecer o francês como a língua oficial da província em espaços cotidianos, como governo, escolas, tribunais, empresas, entre outros, através de vários requisitos linguísticos. No entanto, o governo de Quebec aprovou a legislação intitulada Projeto de Lei 96, "Lei do Francês, a língua oficial e comum de Quebec", que introduz novas modificações à legislação existente da Carta.
O Projeto de Lei 96, uma revisão da Carta da Língua Francesa, foi adotado na Assembleia Nacional. Esta nova legislação limita o uso do inglês nos tribunais e serviços públicos, impondo também requisitos linguísticos mais rigorosos a pequenas empresas, municípios e estudantes do CEGEP. Uma cláusula particularmente controversa exige que os recém-chegados aprendam francês dentro de seis meses após sua chegada; caso contrário, perdem o acesso à maioria dos serviços públicos em qualquer outra língua.

##### Reações
Após a recente adoção do Projeto de Lei 96, que reforma a Carta da Língua Francesa em Quebec, vários grupos de ajuda a imigrantes, trabalhadores migrantes e refugiados em Montreal expressaram preocupação sobre seu impacto na comunidade imigrante. Trabalhadores comunitários afirmam que a lei dificulta o acesso dos imigrantes à justiça e a realização de tarefas diárias, aumentando seu isolamento e vulnerabilidade. Além disso, há uma percepção de que Quebec está criando um sistema de imigração de dois níveis. Isso pode desencorajar pessoas fugindo de conflitos e que falam apenas inglês básico de virem para a província, apesar das crescentes necessidades de mão de obra. Ao mesmo tempo, a província depende de um número crescente de trabalhadores estrangeiros temporários para preencher lacunas significativas no mercado de trabalho.
Evelyn Calugay, diretora executiva da PINAY, um grupo de direitos das mulheres filipinas, compartilhou sua experiência pessoal em relação ao desafio de aprender francês. Ela destacou que muitos filipinos chegam a Quebec para assumir trabalhos precários, deixando-lhes pouco tempo para aprender o idioma. Ela também se referiu à história linguística das Filipinas, enfatizando que o inglês e o espanhol foram línguas impostas ao longo de sua história. O Primeiro Ministro François Legault expressou seu interesse em garantir que um número maior de imigrantes que entram na província já fale francês. Ele mencionou que seu governo aumentou a proporção de seleção de imigrantes francófonos de 55% para 84%. No entanto, a porcentagem de imigrantes francófonos aceitos na província pelo governo federal é de apenas 50%.
Mostafa Henaway do Centro de Trabalhadores Migrantes também expressou preocupações, sugerindo que o governo parece estar priorizando a mão-de-obra migrante temporária para agradar sua base eleitoral. Por sua vez, Rose Ndjel, diretora do Afrique au Féminin em Parc-Extension, destacou como a lei poderia afetar aqueles que já vivem lá há anos e podem não ter acesso fácil a cursos de francês. Ela ressaltou que, às vezes, crianças faltam à escola para ajudar a traduzir serviços para seus pais ou avós, e esta situação piora com a nova lei.

## Sistema de Saúde
Em 2023, o debate sobre o racismo sistêmico no sistema de saúde de Quebec intensificou-se. Numerosos profissionais de saúde e organizações indígenas criticaram a posição do governo provincial, liderado pelo Premier François Legault, que negou a existência de racismo sistêmico na província. O assunto ganhou destaque após o caso de Joyce Echaquan, uma mulher indígena que morreu em 2020 no hospital de Joliette enquanto era submetida a insultos racistas. Sua morte levou à proposta do "Princípio Joyce", um conjunto de medidas sugeridas pela comunidade indígena Atikamekw para garantir o acesso equitativo aos serviços médicos.
O Colégio de Médicos de Quebec, liderado pelo Dr. Mauril Gaudreault, questionou a abordagem "paternalista e colonialista" do governo em sua nova legislação voltada para melhorar o atendimento à população indígena dentro do sistema de saúde pública. O colégio submeteu um relatório a uma comissão legislativa afirmando que seria desafiador fornecer cuidados que respeitassem a identidade cultural sem primeiro reconhecer o racismo sistêmico no sistema de saúde. Além disso, recomendaram expandir o projeto de lei para incluir outros grupos vulneráveis e enfatizaram a importância de envolver organizações indígenas na elaboração da legislação. O Ministro dos Assuntos Indígenas, Ian Lafrenière, defendeu a proposta do governo, afirmando que se reuniu com vários grupos indígenas antes de sua introdução. No entanto, ele enfrentou críticas por uma alegada falta de consulta adequada durante sua elaboração.
Ghislain Picard, líder da Assembleia das Primeiras Nações de Quebec-Labrador, optou por não participar das reuniões da comissão, alegando que a proposta legislativa desrespeitava os direitos das Primeiras Nações. Enquanto isso, Marjolaine Sioui, da Comissão de Serviços Sociais e Saúde das Primeiras Nações de Quebec e Labrador, enfatizou que qualquer política sobre segurança cultural deve ser desenvolvida em colaboração com os grupos Primeiras Nações e Inuit.